# Врубель Михайло Олександрович
Миха́йло Вру́бель (5 (17) березня 1856, Омськ, Російська імперія — 1 (14) квітня 1910, Петербург, Російська імперія) — російський художник-символіст, поляк за походженням. Визначний майстер акварельного і олійного малярства. Робив ілюстрації до книжок, монументальні роботи, портрети, захоплювався сценографією. У кожній з галузей мистецтва залишив шедеври.

## Початок життя
Народився 5 (17 березня) 1856 в Омську. Був третьою дитиною у родині.
Батько художника, Олександр, поляк за походженням, був військовим юристом. Прізвище Врубель з польської означає «горобець». Як і багато військових, батько часто переїжджав з місця на місце за військовим наказом, тому сім'я постійно мешкала в різних містах — в Омську, Астрахані (1859), Харкові (1860—1865, там маленький Михайло швидко навчився читати і захоплювався книжковими ілюстраціями, особливо в журналі «Живописний огляд»), в Петербурзі, Саратові, Одесі (туди сім'я переїхала 1869 року і тут Михайло закінчив Рішельєвську гімназію, одночасно відвідуючи малювальну школу «Товариства витончених мистецтв»), і знову в Харкові (1883—1889), де батько Олександр Михайлович займав посаду голови Харківського окружного військового суду. Отож Харків протягом 13 років був домівкою Михайла Врубеля. Після одруження з Надією 3абілою вони також жили в Харкові, де Надія співала в Харківській опері (1896—1897).
Мати Михайла, Анна, була дочкою віце-адмірала, військового губернатора і картографа Григорія Гавриловича Басаргіна (родича декабриста Миколи Басаргіна) і Анни Карлівни, уродженої фон Краббе, данки за походженням. Анна Григорівна померла рано, коли Михайлу виповнилося лише три роки. Виховання хлопчика лягло на батька і мачуху, бо батько одружився вдруге. Мачуха Єлизавета добре грала на роялі і прищепила малому Михайлові смак до музики та театру. Михайло мав дуже теплі дружні стосунки зі своєю старшою сестрою Олександрою.
Як і всі діти, Михайло багато малював у дитинстві. Батьки не забороняли йому малювати, навіть наймали йому приватних вчителів, однак визначили синові кар'єру юриста. Слухняний син приїхав до Петербурга і став студентом юридичного факультету Петербурзького університету, поступившись тиску родини. Одначе юридичні науки Михайла не цікавили.

## Академія мистецтв у Петербурзі
На Університетську набережну Петербурга виходили фасади і університету, і Академії мистецтв, тому студент-юрист ходив і в Академію. Вечорами тут приймали всіх охочих. Після закінчення університету весною та влітку 1880 року Михайло прагнув долучитися до юридичної практики, але вона викликала в нього лише відразу.
Восени того ж року Михайло вступив до Академії мистецтв. На екзаменах він познайомився з п'ятнадцятирічним Сєровим Валентином. Михайло записався у клас професора Павла Петровича Чистякова. Слабенький як художник, Чистяков виявився здібним і наполегливим викладачем. Його з вдячністю згадували учні, що виявилися талановитішими за вчителя (Сєров Валентин Олександрович, Врубель Михайло Олександрович, Полєнов Василь Дмитрович, Васнецов Віктор Михайлович). Відчуваючи недостатність знань і навичок, Врубель бере виклади в класі Іллі Рєпіна, якого на той час вважали першим художником Росії, де опановує акварель. Згодом Врубель стане одним з найвидатніших акварелістів Росії кінця 19 століття.
На думку В. Домітеєвої, остаточне рішення Врубеля вступати в Академію мистецтв було результатом його студій в області кантіанської естетики. Його молодший колега і шанувальник С. Яремич вважав, що Врубель витягнув з філософії Канта «ясність розчленування життя фізичного від життя морального», що з плином часу привело до поділу цих сфер в реальному житті. Михайло Олександрович демонстрував «м'якість, поступливість, сором'язливість в життєвих дрібницях дня і залізну завзятість у справі загальнгої вищого напрямку життя». Однак це лише зовнішня сторона: Врубель у віці 24 років безсумнівно відчував себе генієм, а в теорії естетики Канта категорія геніїв з їх особливою місією — роботи в сфері між природою і свободою — визнавалася тільки в області мистецтва. Для обдарованого молодого чоловіка це було ясною довгостроковою програмою[джерело?].

## Київський період

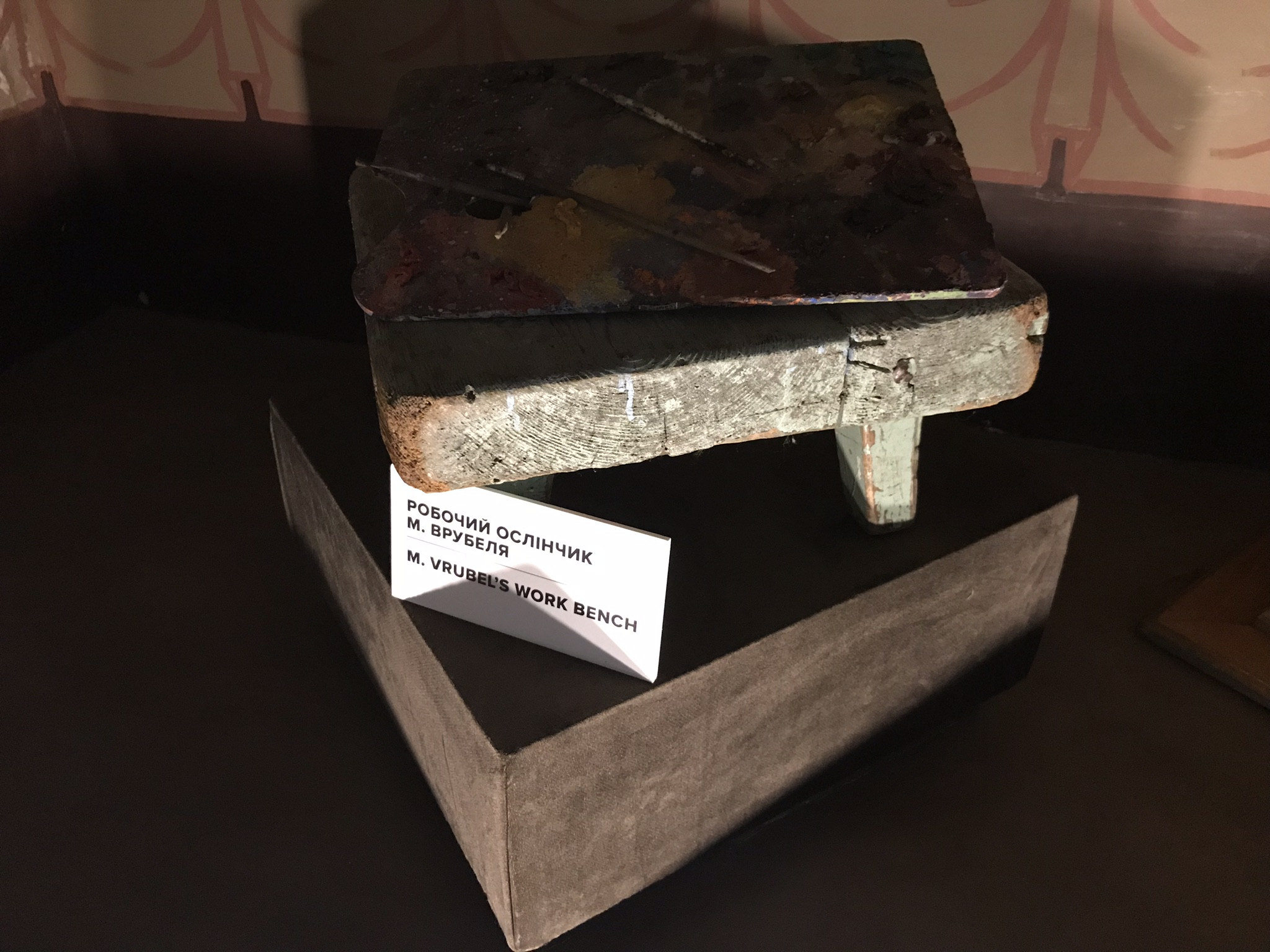
Робочий ослінчик Врубеля в Кирилівській церкві

Чимала частина життя і творчості Михайла Врубеля пов'язана з Києвом.
У 1884 в Академію мистецтв приїхав відомий київський археолог, історик мистецтв, професор Адріян Прахов і розповів Чистякову про намір створити візантійський іконостас та реставрувати фрески Кирилівської церкви. Потрібен був талановитий художник — а Чистяков умів розпізнавати таланти, художник мав бути молодий, тому що грошей на гонорари було обмаль. Чистяков порадив йому взяти з собою Врубеля. Так Михайлові і не довелось закінчити Академію, де він провчився з 1880 по 1884 рік.
Втручання в стінописи Кирилівської церкви XII століття було досить стриманим. Наново створили фрески в тих місцях, де вони були повністю знищені. Перша ж проба Врубеля — зображення архангела на одному зі стовпів церкви — викликала загальне схвалення. Також для Кирилівської церкви Врубель створив фреску «Сходження Святого Духу на Апостолів» (1885). Звичайно ж, він малював не як художник XII століття, а як сучасний майстер, який знав досягнення малярства Західної Європи, але не зрікся візантизму.
Восени того ж року їде у Венецію, щоб працювати над великими вівтарними образами та вивчати мозаїки Равенни та венеційських майстрів. Чотири ікони виконано на важких цинкових пластинах. Прообразом Богоматері стала Емілія Львівна Прахова, дружина професора. Врубель працював в Італії по пам'яті, без моделі — ні натурщиць, ні манекенів в нього не було. На початку 1885 року Врубель повертається до Києва. Але стосунки з родиною Прахових загострюються через захоплення Врубеля Емілією Львівною, тому Михайло від'їжджає до Одеси, де проводить півроку. Саме в Одесі Врубель починає працювати над темою Демона, яку без перебільшень можна вважати найважливішою в його творчості.
Наприкінці 1885 повертається до Києва, де дає приватні уроки малювання, працює над ескізами для розпису Володимирського собору. У Володимирському соборі за ескізами Врубеля виконано орнаменти на внутрішніх стінах храму і арках двох нефів, однак ескізи великого розпису «Плач надгробний» та «Ангел з кадилом і свічкою» (1887) не були затверджені і реалізовані, оскільки були виконані в незвичній новаторській манері і не відповідали церковним канонам. Пізніше для розпису собору запросили молодого Васнецова.
Серед світських робіт київського періоду визначним твором став «Портрет дівчини на тлі перського килиму», де Врубель дав волю своїм колористичним здібностям. У Києві художник намалював також картини «Східна казка», «Автопортрет», велику кількість акварелей з квітковими мотивами та ін.
Є припущення, що М. Врубель був запрошений оформити популярну кондитерську "Жорж" на розі Хрещатика і Прорізної.
Згодом (1901 року) Врубель приїздив до міста разом з дружиною, відомою оперною співачкою Надією Забілою-Врубель, яка була вихованкою Київського інституту шляхетних дівчат. Відвідав Київ також 1903 року разом з дружиною і сином (син помер у місті, похований на Байковому кладовищі).

### Кирилівська церква

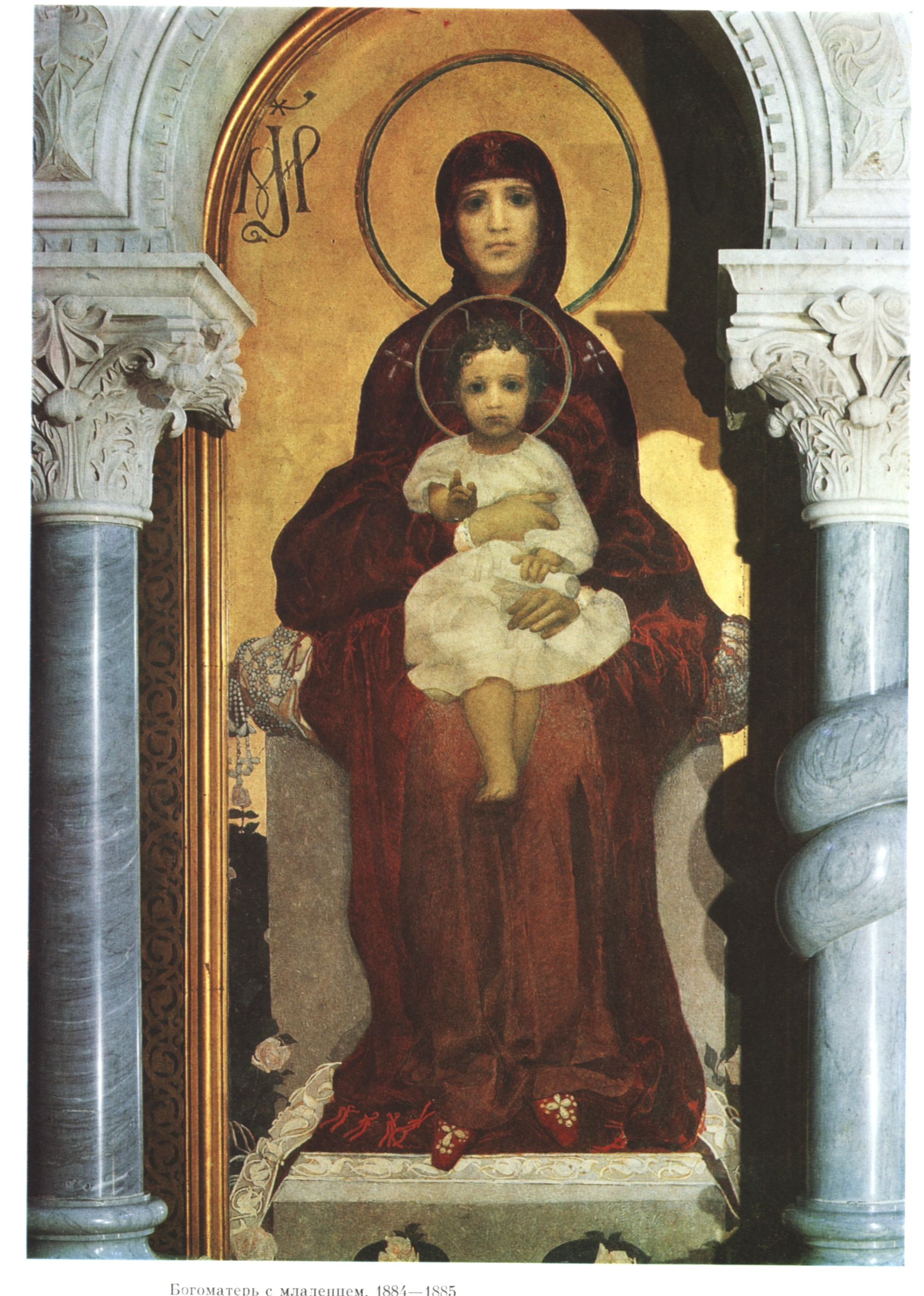
Божа матір, Кирилівська церква (Емілія Прахова)
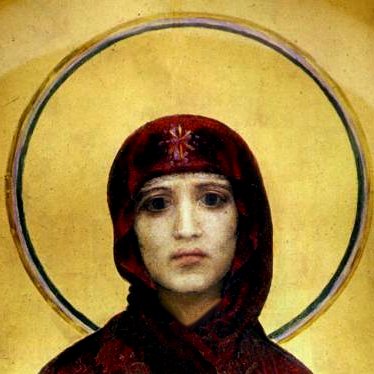
Божа матір, деталь (Емілія Прахова)
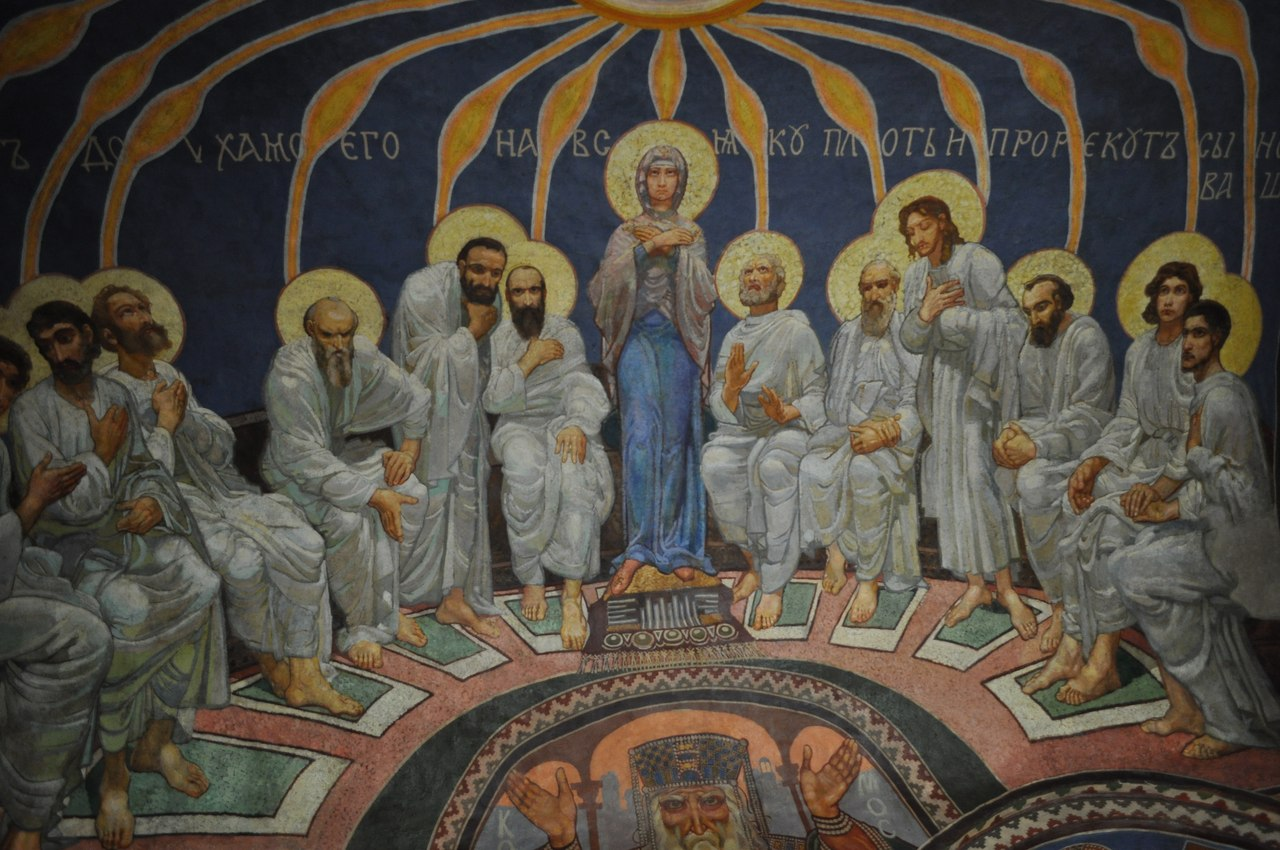
Сходження святого духа на апостолів, Кирилівська церква
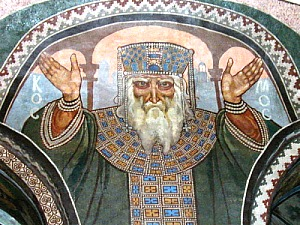
"Космос" (олія), ХІХ ст., Кирилівська церква
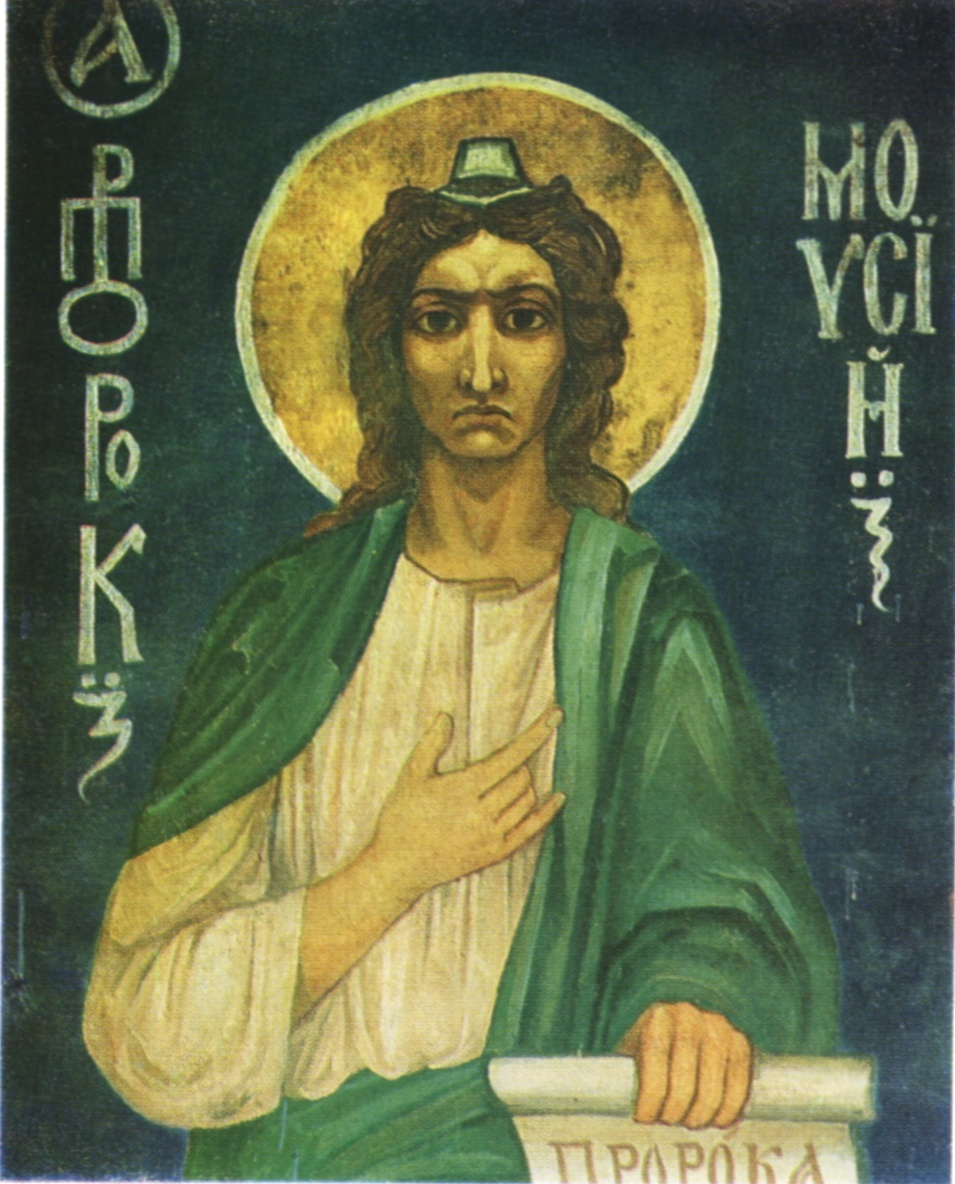
«Мойсей», стінопис Врубеля, Кирилівська церква
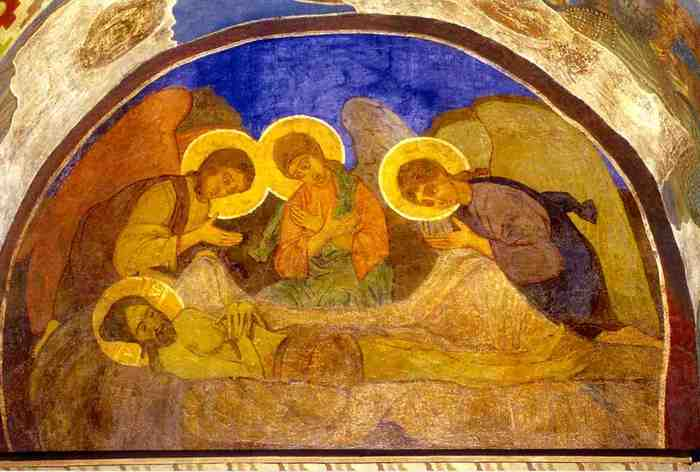
«Надгробний плач»

### Акварелі Михайла Врубеля Київського періоду
- Натюрморт. Тканини
- Портрет Олени Мурашко
- Квіти
- Ольга Дмитрівна Замирайло
- Шипшина
- Портрет Емілії Прахової
- Божа матір
- Голова св. Кирила
- Голова пророка

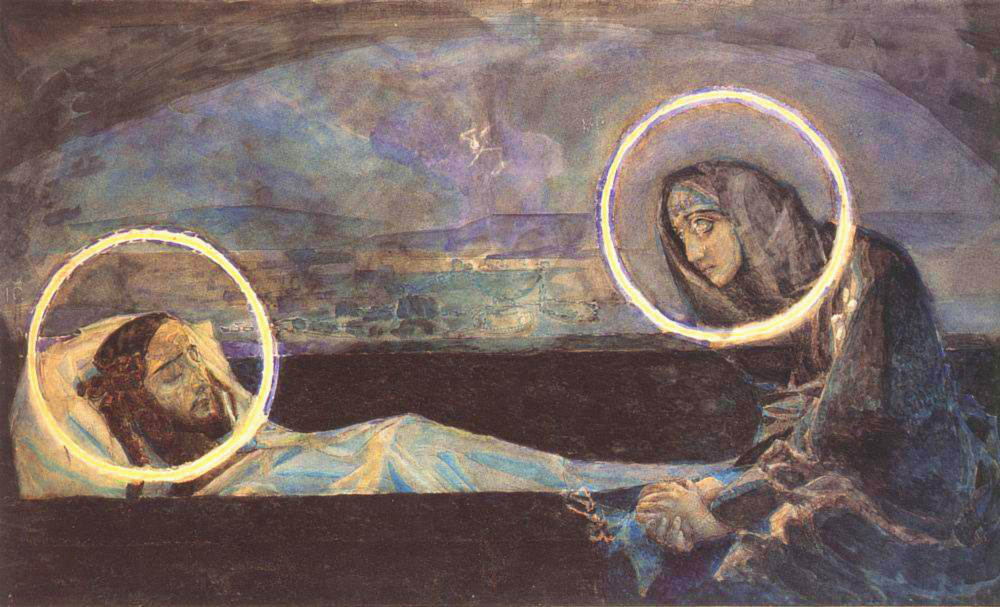
Надгробний плач, 1887, акварель, Національний музей «Київська картинна галерея»
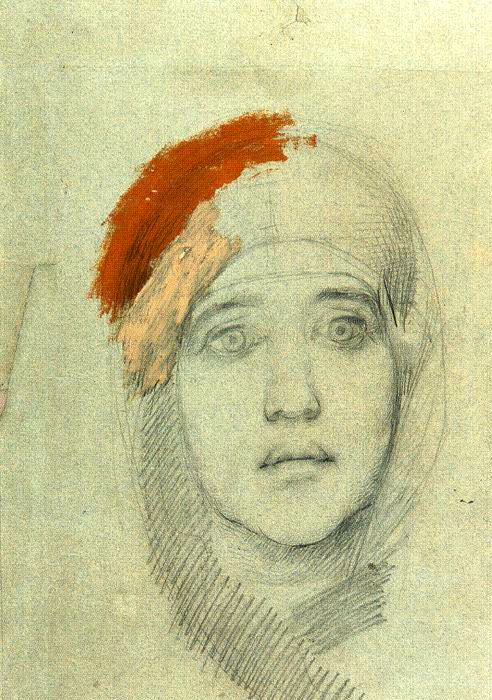
Голова жінки. Емілія Прахова
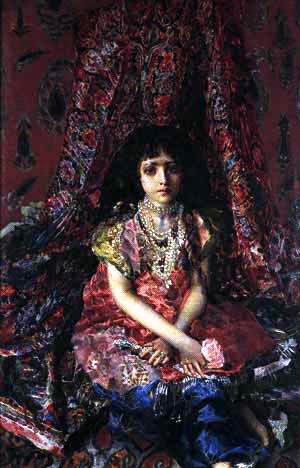
«Дівчинка на тлі перського килима», 1886, Національний музей «Київська картинна галерея»
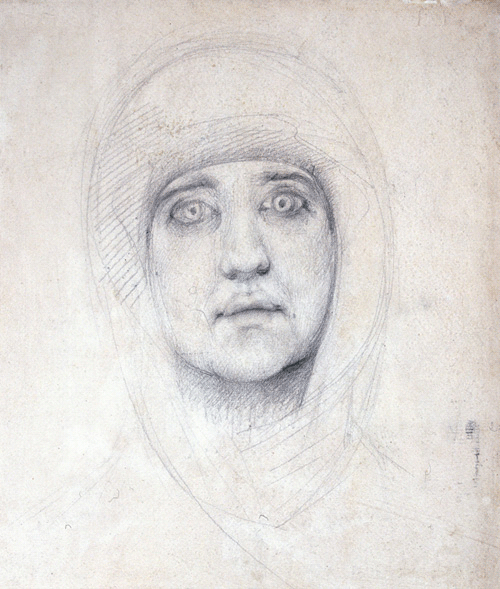
Малюнок до голови Богородиці. Емілія Прахова
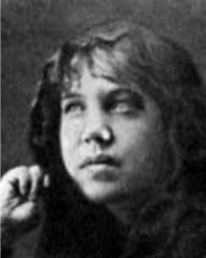
Емілія Прахова

### Ескізи для Володимирського собору в Києві
- Надгробний плач
- Воскресіння
- Христос
- Сходження св. Духа
- Ангел з кадилом та свічкою
- Два ангели
- Моління про чашу
- Ангел
- Мотив орнаменту з ангелами

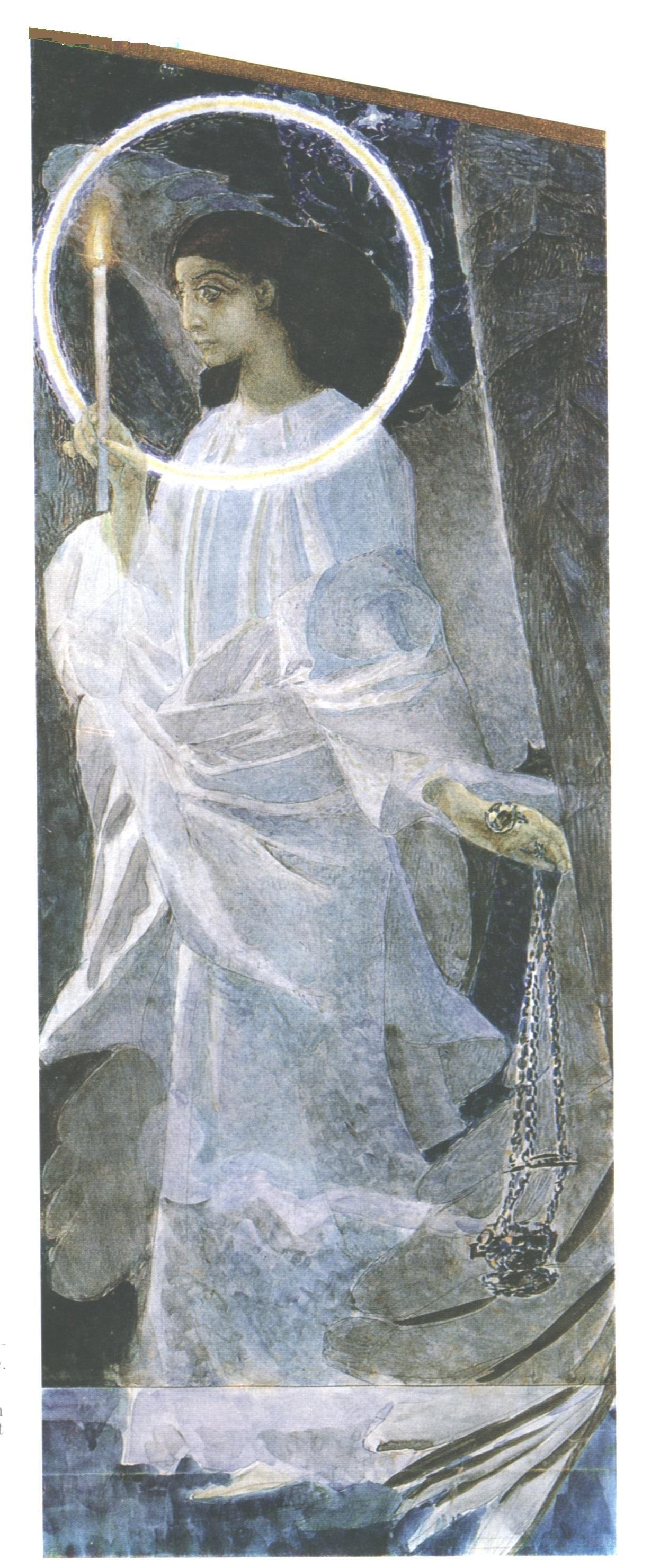
Янгол з кадилом і свічкою

## Московський період
З 1889 Врубель в Москві. Важливою подією було зближення Врубеля з меценатом С. І. Мамонтовим, художник прийняв запрошення Сави Івановича і оселився в його маєтку на Садово-Спаській. Тут уже працювали знайомі Врубеля — художники Валентин Сєров та Костянтин Коровін. Так митець отримав мецената, а мільйонер — нового майстра-універсала.
Продовжував пошуки образу демона. Зовнішнім поштовхом нібито був конкурс пам'ятника поету Лермонтову, а Врубель забажав брати участь. Митець ліпив демона, а потім малював. З пам'ятником Лермонтову у Врубеля не вийшло, але художнику замовили ілюстрації до творів Лермонтова. Так з'явилися аркуші з малюнками до «Героя нашого часу», до поеми «Ізмаїл-Бей» та улюбленого «Демона». В 1890 році в садибі Абрамцево в кабінеті Сави Мамонтова був написаний «Демон сидячий» — перша картина з серії картин про демона. Але не можна забувати, що до нас дійшли далеко не всі варіанти зображення демона — Врубель часто переписував картину, не вдовольняючись результатом, деякі варіанти пропали. Близькі художника згадують, як він був захоплений цією темою, як розповідав, що «демон», це не біс і не диявол, а з грецької означає «дух», «душа», цитував на пам'ять поему Лермонтова.
Мамонтов замовляє Врубелю театрально-декораційні роботи для свого театру (ескіз завіси «Ніч в Італії»). З 1890 року в Абрамцево відкрито керамічну майстерню, де Врубель створює керамічні твори Лель, Волхова, Купава, Берендей. З 1892 року він вже керує цією майстернею.
Мамонтов запросив Врубеля з собою в подорож до Європи. І Врубель з родиною Мамонтова побував у Римі, Флоренції, Венеції, Мілані, Парижі. Подорож спонукала до малювання картин і акварелей — «Іспанія», «Ворожка», «Венеція», можливо, найбільш радісних у всьому його творчому доробку.
У 1896 приймає замовлення створити два великих панно для художнього павільйону Всеросійської виставки в Нижньому Новгороді. Це були два величезних панно, площею понад сто квадратних метрів. Художник взявся за роботу з великим натхненням. На одному полотні він писав «Принцесу Грьозу», як символ прекрасного, до якого прагнуть всі художники, на другому полотні змалював «Микулу Селяниновича», як символ сили руської землі. Але панно не було прийняте сучасниками і Петербурзькою Академією мистецтв. Панно купив Сава Мамонтов і зробив окремо виставку Врубеля, де на художника чекав перший довгоочікуваний успіх.
У 1896 році закохався знову — це була Надія Іванівна Забіла, оперна співачка, яку художник побачив на сцені Панаєвського театру під час репетицій. Швидке зближення завдяки мистецтву завершилося весіллям в Швейцарії влітку 1896.
У 1897 році потрапив на виставку Олександра Іванова, яка проходила в Москві, роботи якого справили велике враження на Врубеля. У 1898 році Врубель разом з Коровіним, Левітаном, Васнецовим брав участь у «Виставці російських і фінських художників», де його зрозуміли і прийняли дуже схвально. У цьому ж році він завершує чотири великих панно для маєтку С. Т. Морозова, звертається до пушкінської теми — пише картину «Пророк».
У 1901 році у подружжя Врубелів народився син.

## Театральні декорації Врубеля
Потяг до архітектури відбився у створенні театральних декорацій, більшість із них з архітектурними мотивами. Вони прийшлися на московський період митця, коли він потрапив в художній гурток мецената Сави Морозова. Москва того часу переживала економічне піднесення і будівельний бум, в місті працювала низка обдарованих архітекторів першого, раннього етапу модерну (російська сецесія), серед яких особливо виділялись Петро Бойцов, Кекушев Лев Миколайович (1859—1919), Шехтель Федір Осипович (1859—1926).
Якщо в малюнках і картинах Врубеля важко знайти відбитки подій його сучасності (Михайло Олександрович був доволі аполітичним), то відбитки сучасної архітектури є в його сценографії. Суспільство переживало захоплення фольклором, національною історією, займалось пошуками національних коренів і витоків. Приватні колекції повнилися старовинними речами, як шедеврами, так і відвертим мотлохом. Актори на сцені виступали у фантазійних історичних костюмах, іноді сідали в антикварні крісла і брали в руки історичну зброю. В наявності був потяг до історичної достовірності. В російській архітектурі помітне звертання до архітектури допетровської доби, до споруд 17 століття. Все це було і в театральних ескізах Врубеля — товсті, дубові ворота, оковані залізом, в «Місті Льодянику» до опери «Казка про царя Салтана», малі віконця з лиштвою і замальовки російської дерев'яної архітектури (в «Олександрівській слободі»), взагалі рідкісної в малюнках Михайла Врубеля. Художня фантазія митця навіть класичну споруду Джакомо Кваренгі переробила в теремний палац 17 століття в ескізі «Зимова канавка» до опери «Пікова дама».

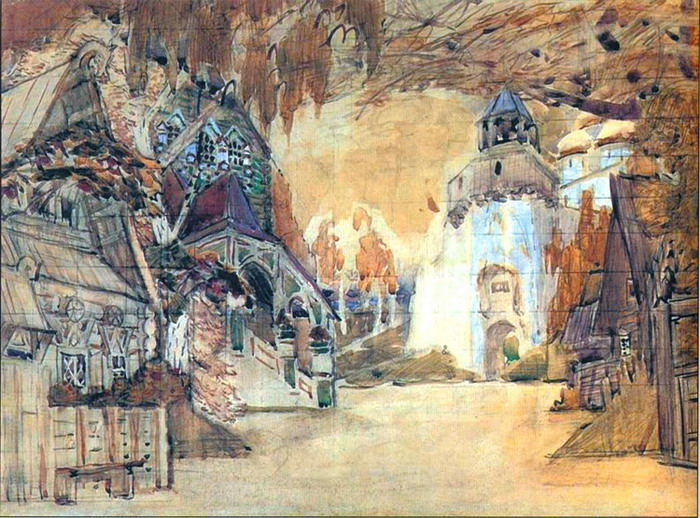
«Олександрівська слобода», до опери «Царська наречена», 1899
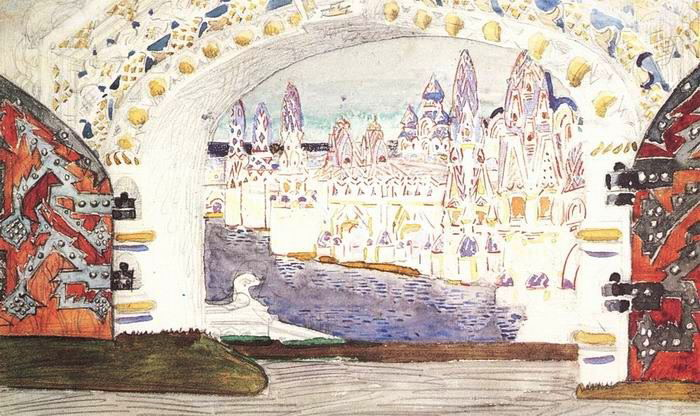
«Місто Льодяник», до опери «Казка про царя Салтана», 1900
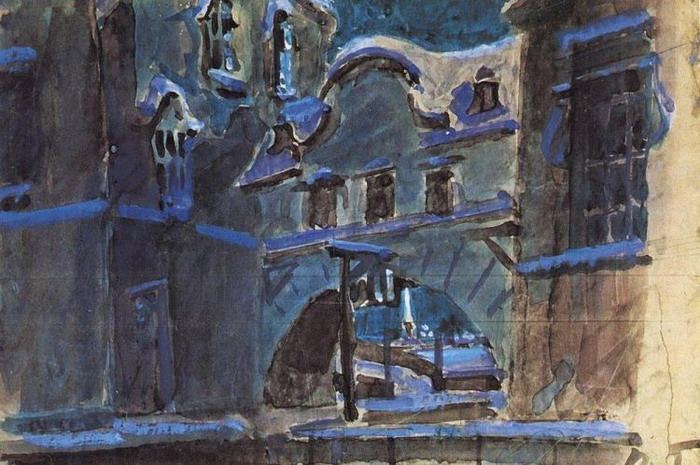
«Зимова канавка», до опери «Пікова дама», 1901

## Портрети роботи Врубеля
- Автопортрет, 1883, акварель
- Дівчина на тлі перського килиму, (портрет Дахнович), 1886
- Художниця Єлизавета Бем
- портрет матері, 1883, малюнок
- Художник Сєров Валентин Олександрович, профіль, малюнок
- Марія Яківна Симонович, 1883, малюнок
- Художник Шамшин, 1883, малюнок
- Олена Мурашко, 1884, малюнок
- Емілія Львівна Прахова, малюнок
- Прахов Адріян Вікторович, малюнок
- Архітектор Котов Григорій Іванович, малюнок
- портрет В. С. Мамонтова, 1891
- портрет дружини в стилі ампір, 1898
- портрет М. Арцибушевої, 1897
- портрет Сави Мамонтова, 1897
- портрет Костянтина Арцибушева, 1897
- автопортрет, 1904, малюнок
- портрет поета В. Брюсова, 1906, малюнок
- портрет письменника Володимира Кігна (Київ)
- портрет художника Миколи Пимоненка (Київ)
- портрет чоловіка в старовиному вбрані (з І. Н. Терещенко) (Київ)
- портрет художника Аполінарія Васнецова
- портрет скульптора Бориса Вардса (Київ)
- портрет Марії Єршової-Косяченко (Київ)
- портрет художника Самуїла Гайдука (Київ)
- портрет Миколи Мурашка (Київ)
- портрет Дмитра Менделєєва (Київ)
- портрет вірменського художника Шамшиняна
- портрет Федора Усольцева
- портрет Віри Усольцевої
- портрет Інокентія Усольцева
- портрет скульптора П. Бромирського
- портрет Павла Карпова
- портрет акторки Тетяни Любатович
- портрет Мари Олив (Мамонтової)
- портрет художника Сергія Костенка
- портрет художника Віктора Замирайла

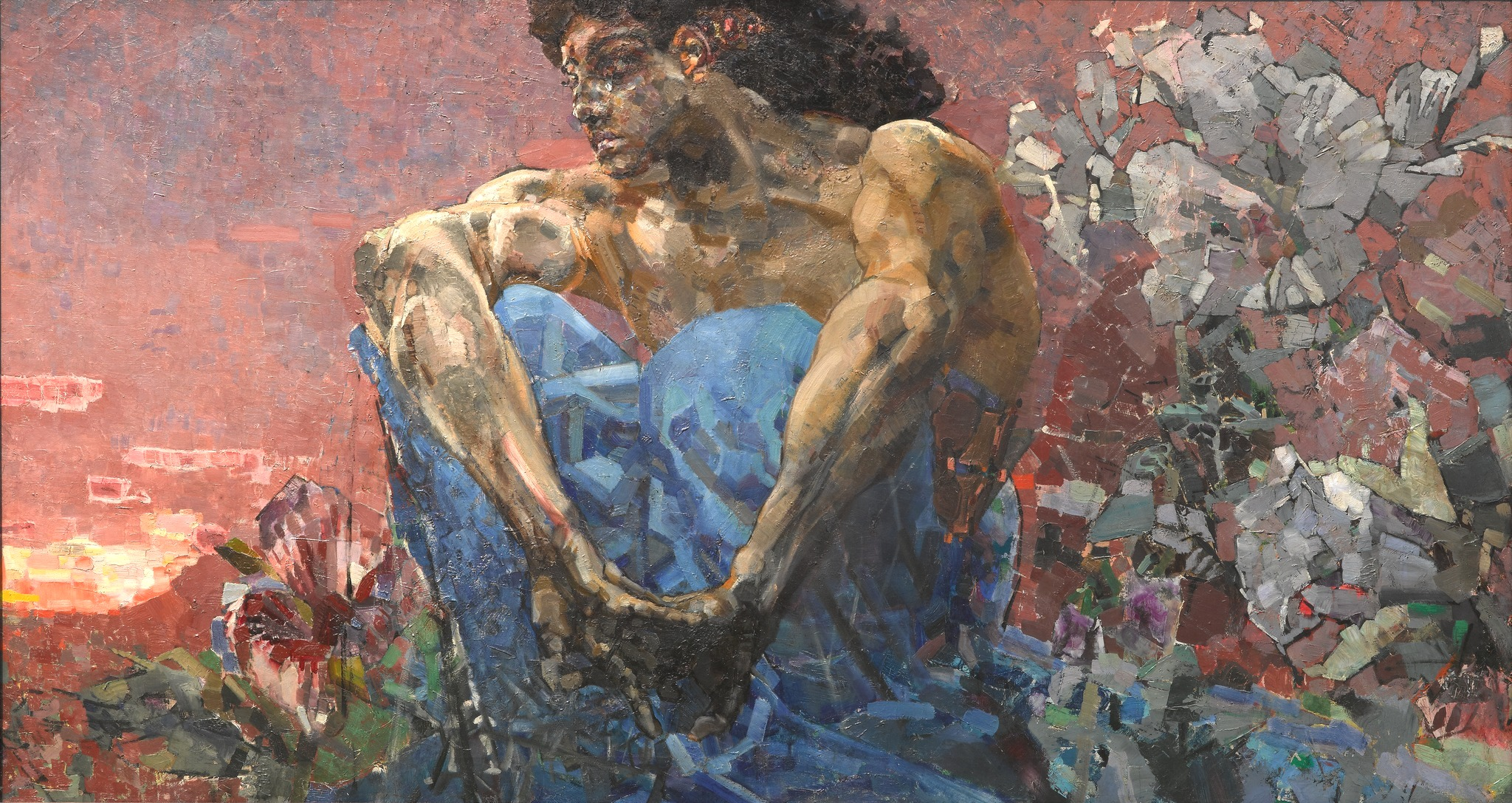
Демон сидячий, 1890
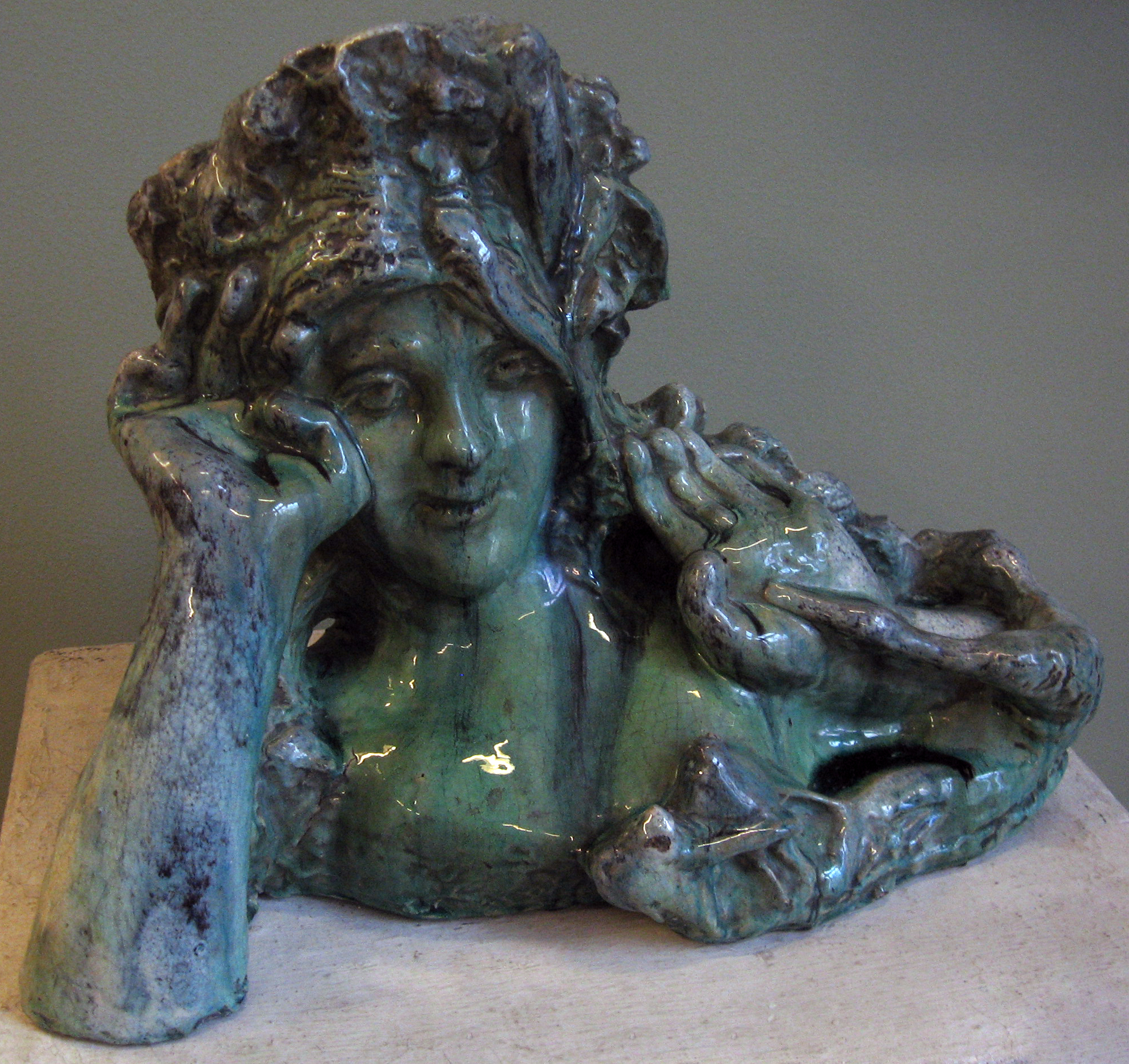
Морська цариця
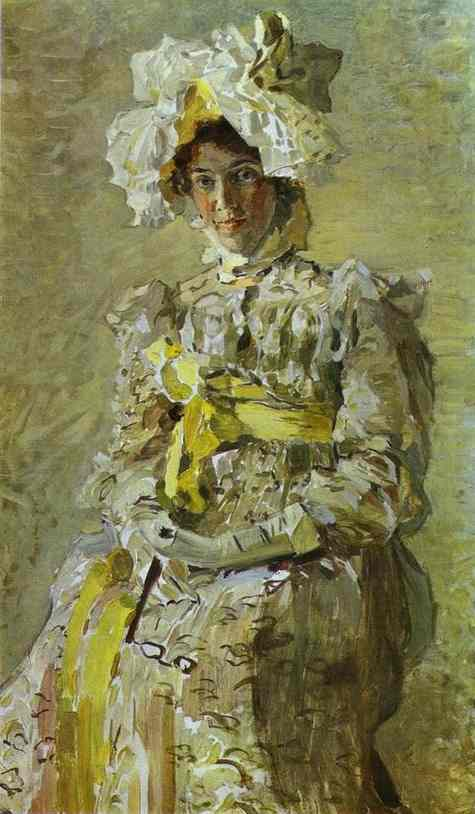
Дружина художника, 1898
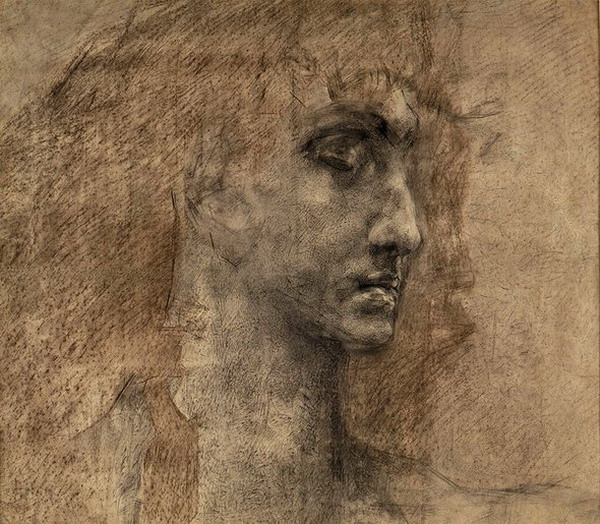
«Голова демона», Третьяковська галерея
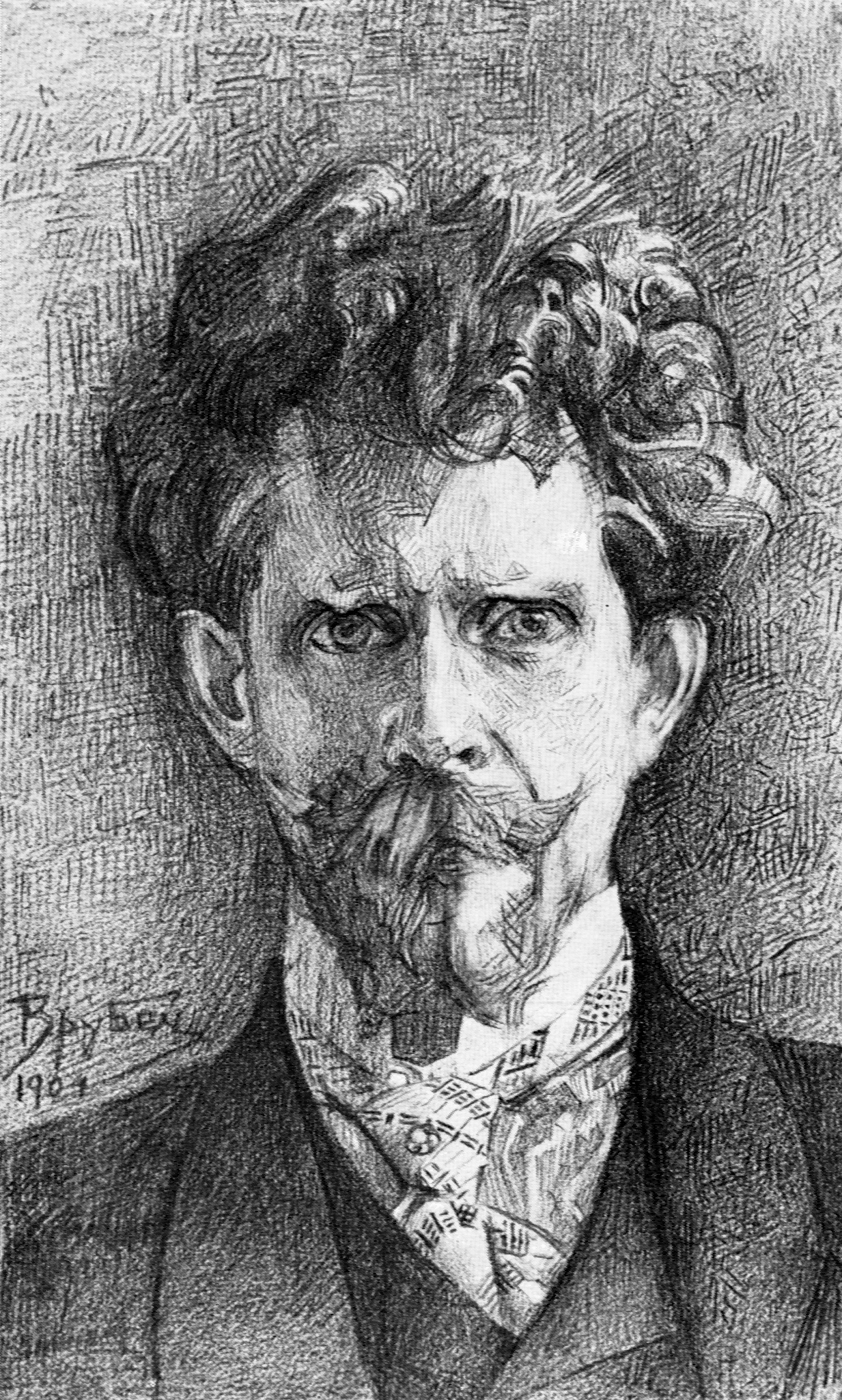
Портрет Федора Усольцева, лікаря-психіатра. 1904
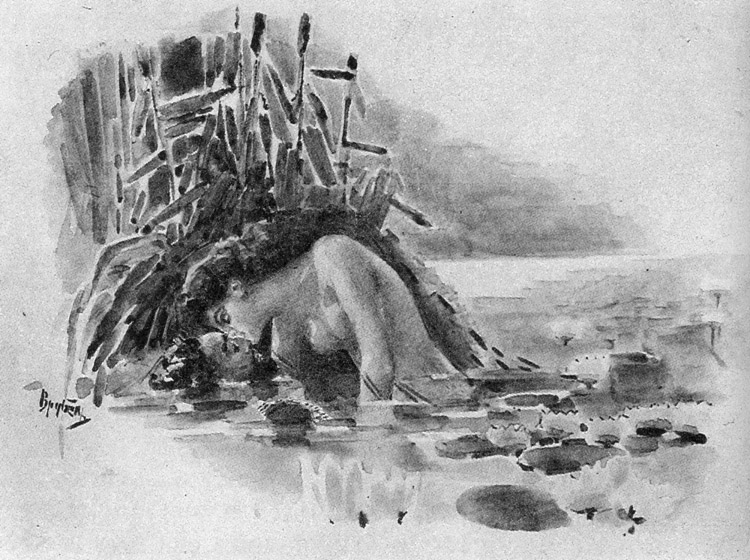
Малюнок до вірша «Русалка»
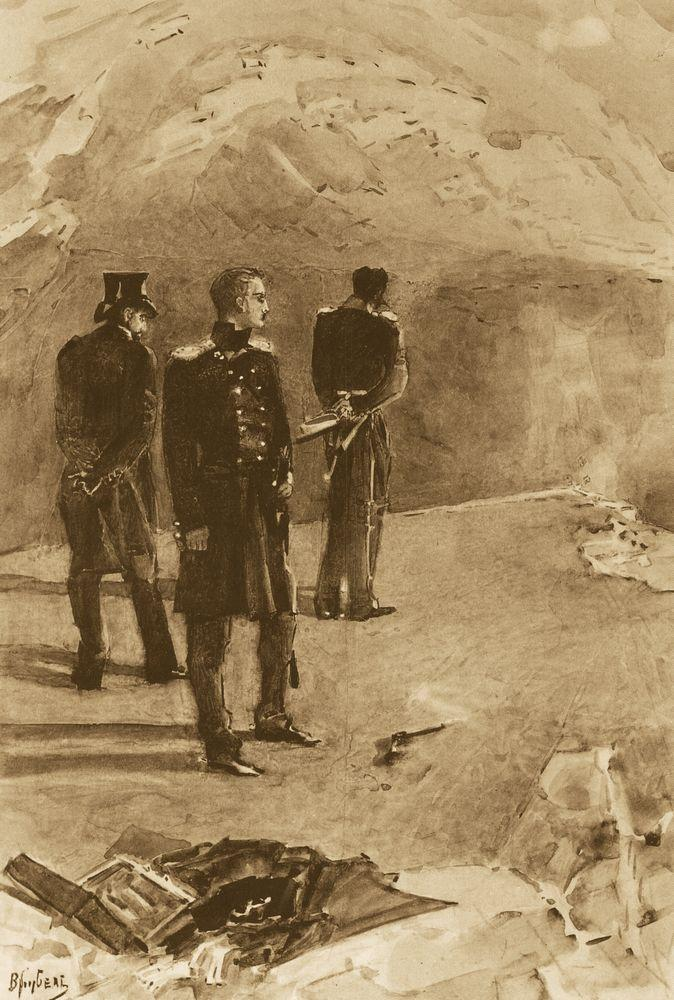
Ілюстрація до романа «Герой нашого часу » М. Лермонтова, «Дуель з Грушницьким»
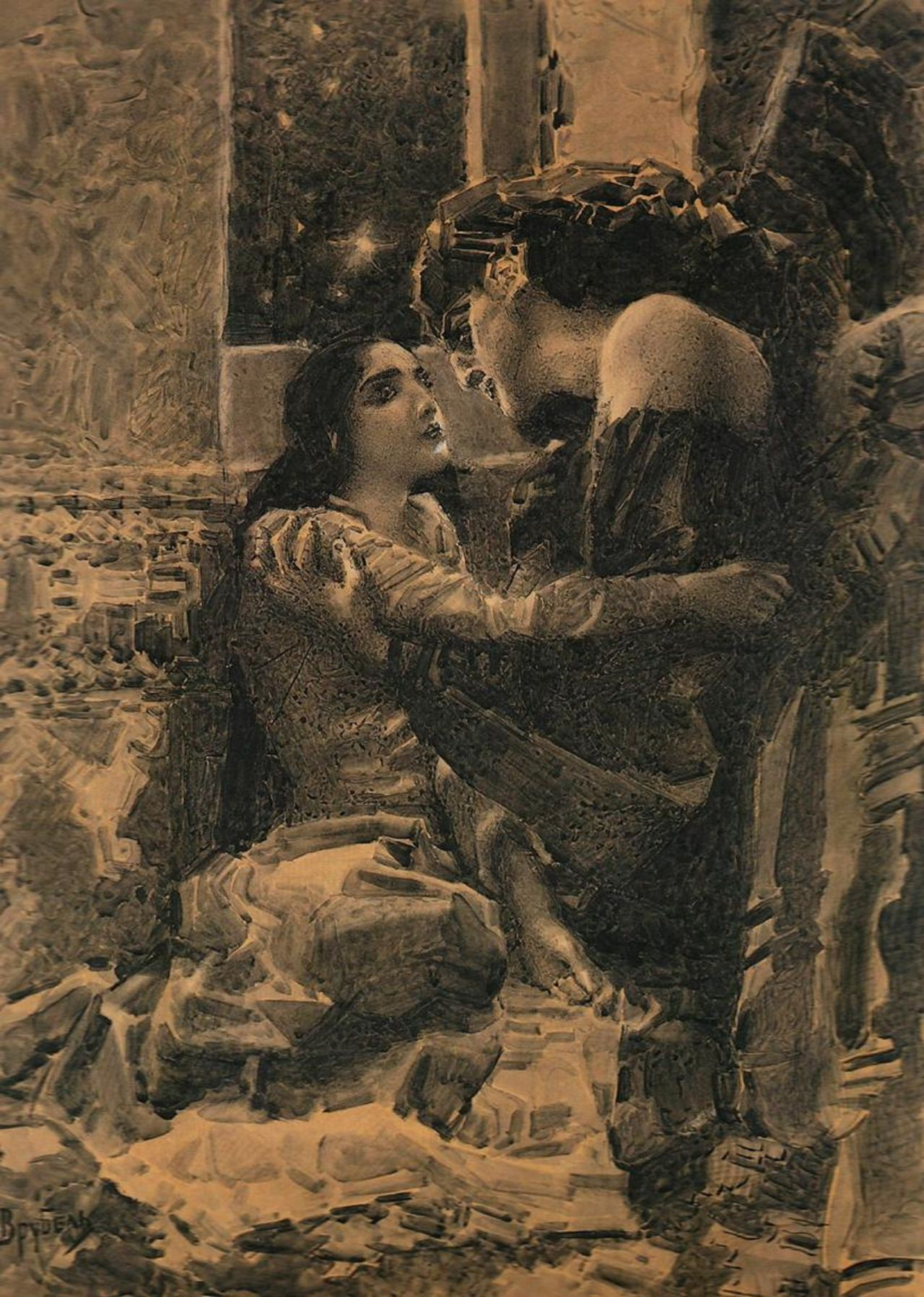
«Тамара і Демон». 1890
«Демон і янгол, що приймає душу Тамари», 1890
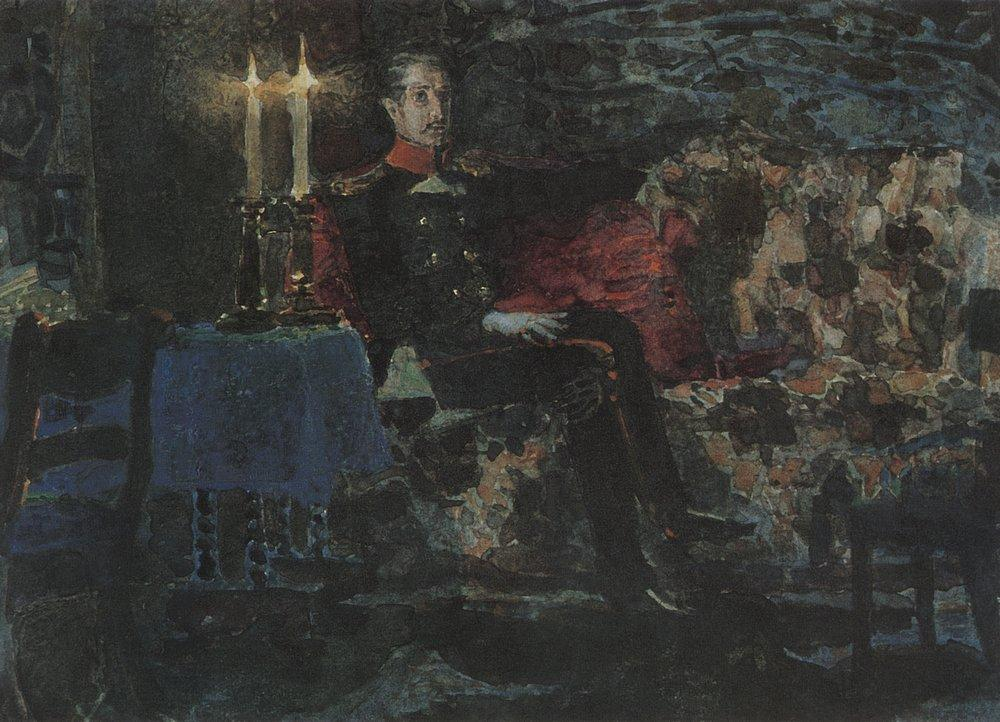
«Печорін Григорій Олександрович», Ілюстрація до романа «Герой нашого часу » М. Лермонтова

## Графічні автопортрети
Врубель належить до художників, портретів якого не створили інші митці. Частково це було компенсовано автопортретами, але всі вони графічні. Він почав вивчати власне обличчя і фіксувати його в акварелях ще під час навчання в Академії. Тоді він став безоплатною моделлю для самого себе. Однак акварелі лише фіксували його обличчя і були здебільшого штудіями-замальовками, маловдалими, маловиразними. Згодом він звертався до різноманітних технік — від малюнків пером і плямою до імітації в олівцевому малюнку штрихування гравюри. При цьому і саме штрихування носило у Врубеля відбиток його індивідуальної графічної манери — то з драматичним освітленям, то з пригніченим настроєм особи, що зазнала невизнаності і розчарувань у коханні і в художній практиці.
В аркуші-малюнку 1905 року він уже подав себе як фінансово успішного художника, хоча це мало відповідало реальності. Тепер він старанно приховав в автопортреті власну тривогу через невиліковну хворобу.

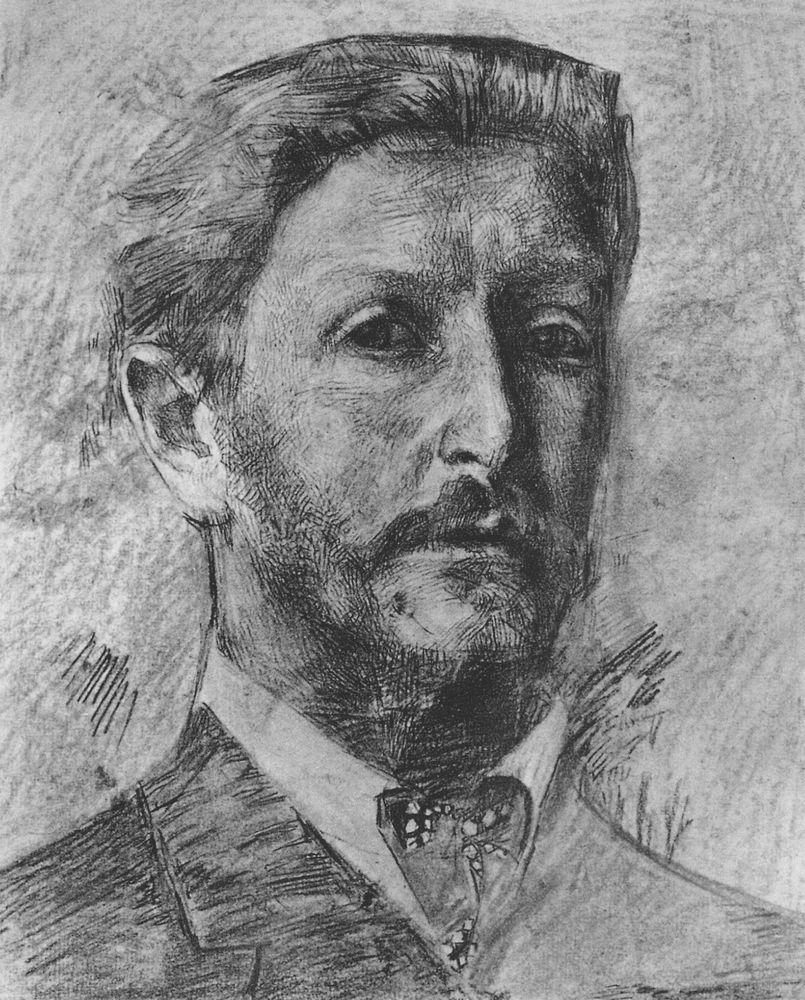
Автопортрет, 1905
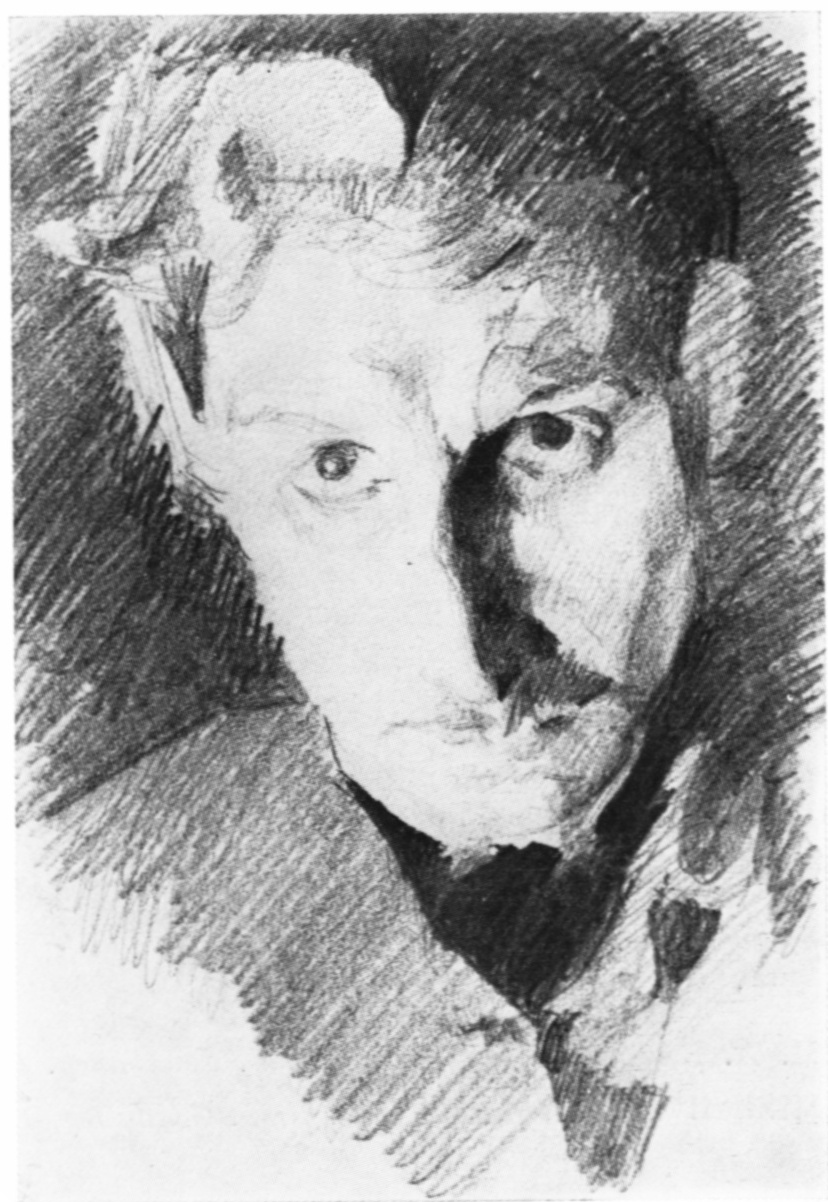
Автопортрет, 1885
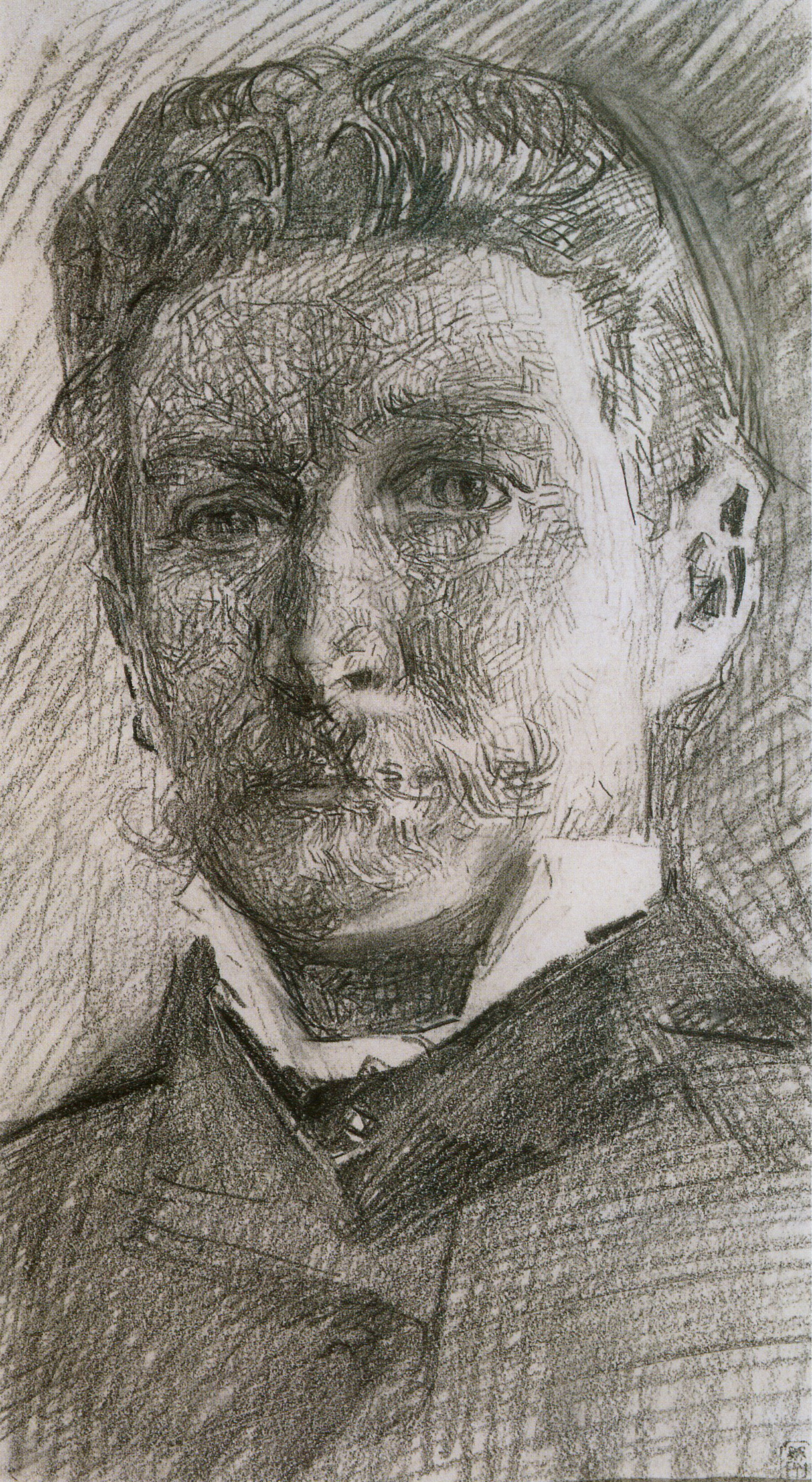
Автопортрет, 1905
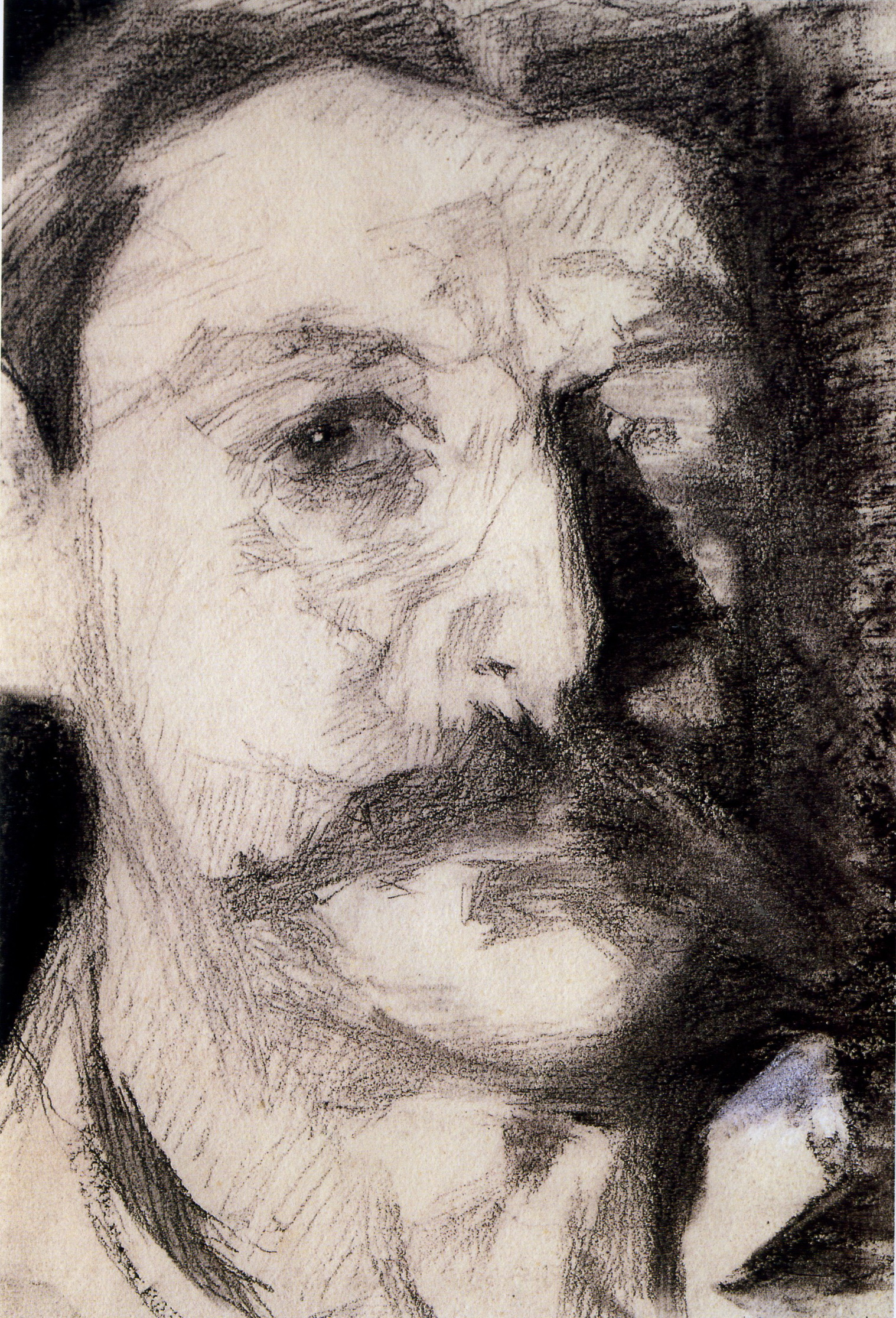
Автопортрет

## Врубель як художник книги
1890 року в зв'язку із п'ятдесятиріччям з дня загибелі поета Михайла Лермонтова розпочали підготовку до ювілейного видання його творів. Для створення ілюстрацій видавець І. Н. Кушнерьов запросив декількох відомих на той час художників. Художник Валентин Сєров порадив залучити до роботи і художника Врубеля. Так завдяки Сєрову Михайло Врубель знов звернувся до поезій і прози улюбленого автора. Врубель створив малюнки до роману «Герой нашого часу», до деяких віршів та до поеми «Демон».
Передчуттям майбутньої трагедії віє навіть від суто побутової сцени в малюнку «Журналіст, читач і письменник», адже один із них поїде в далекий краї і загине там. А молодість і талант були дані йому не для цього.

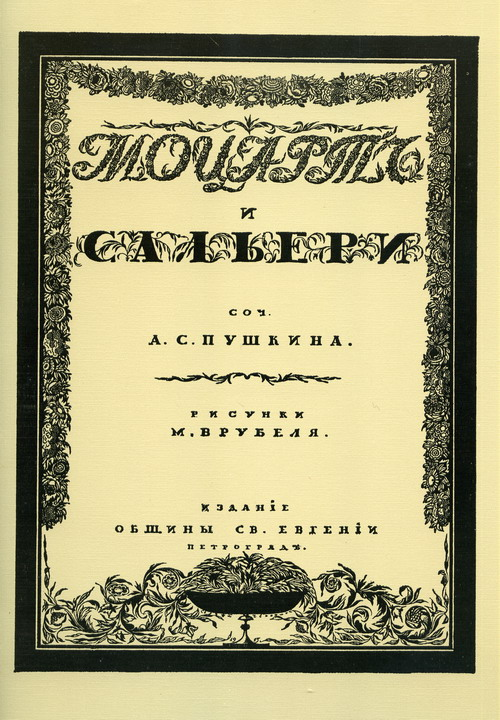
Видання п'єси «Моцарт і Сальєрі» з ілюстраціями М. Врубеля
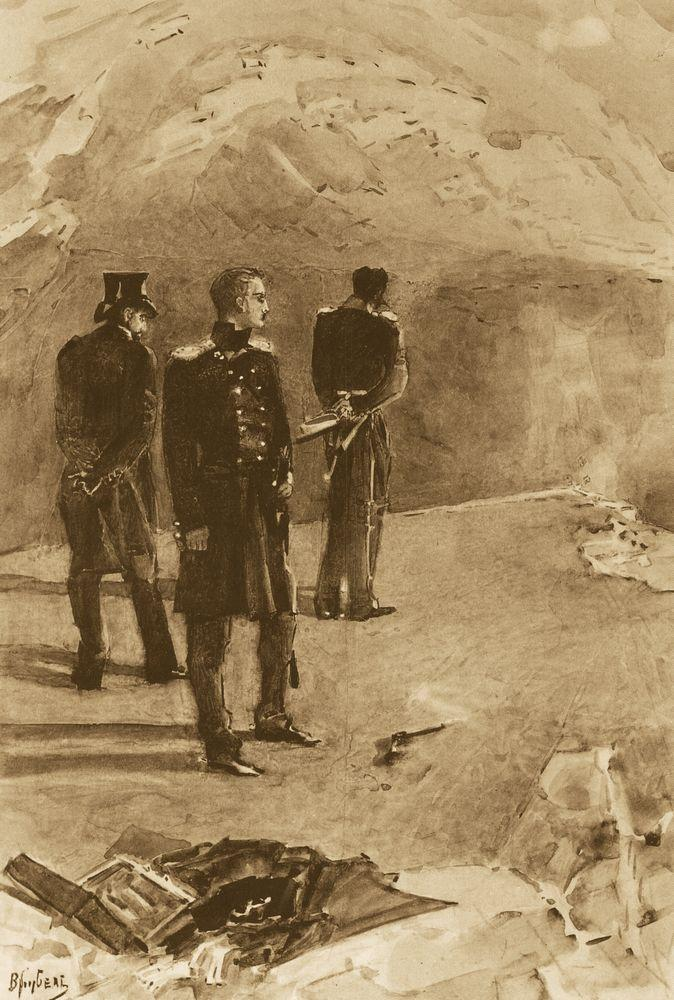
Малюнок до романа «Герой нашого часу» М. Лермонтова, «Дуель з Грушницьким»
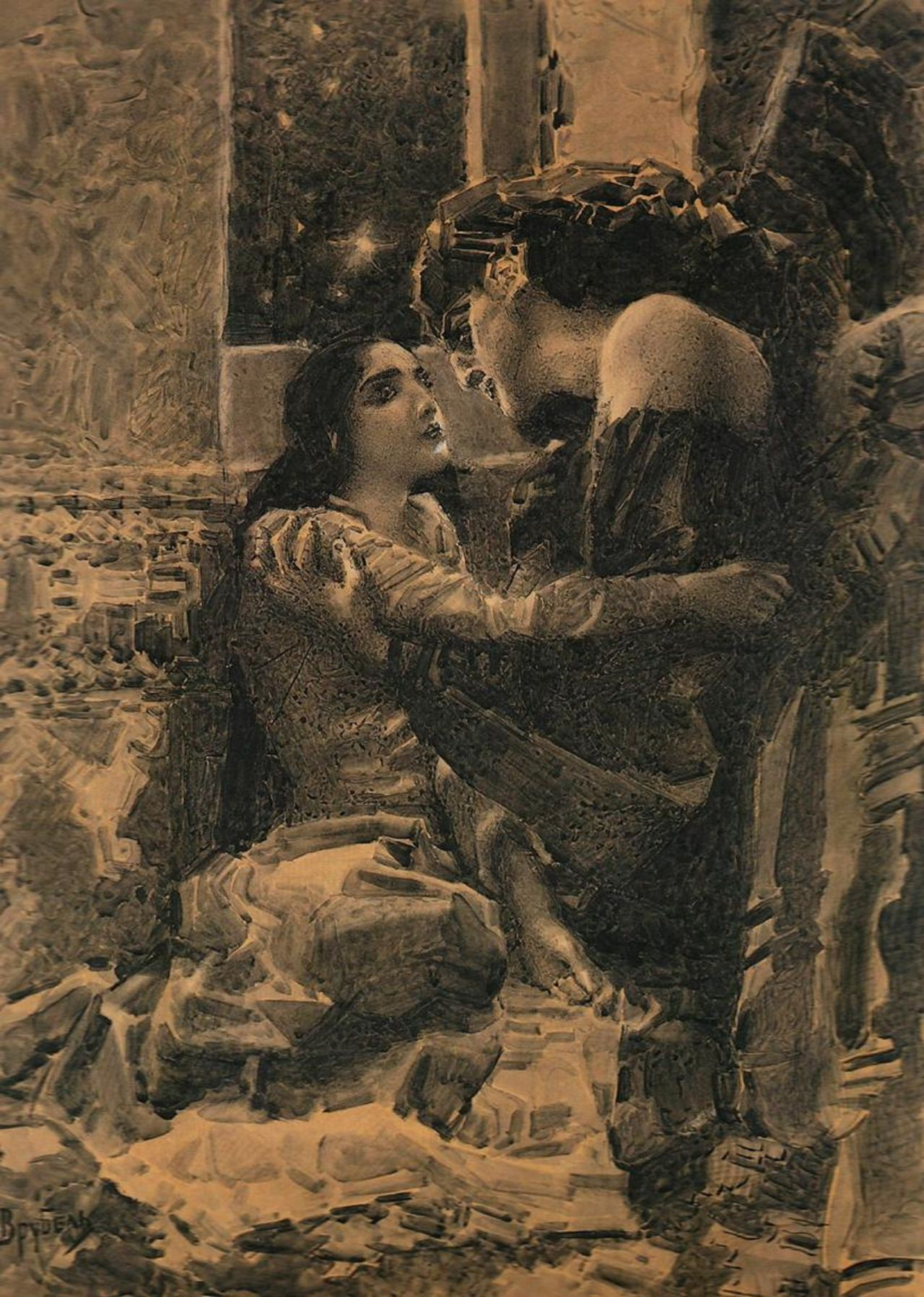
«Тамара і Демон». 1890
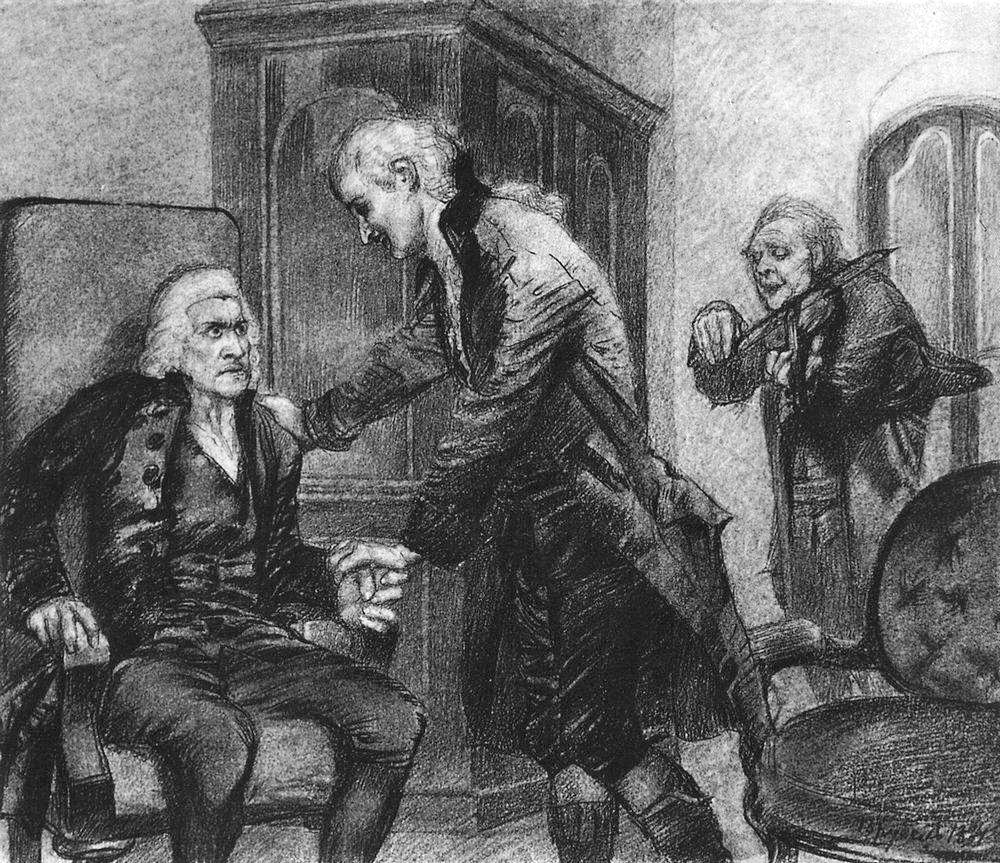
Врубель. «Маленькі трагедії», малюнок до «Моцарта і Сальєрі», 1884
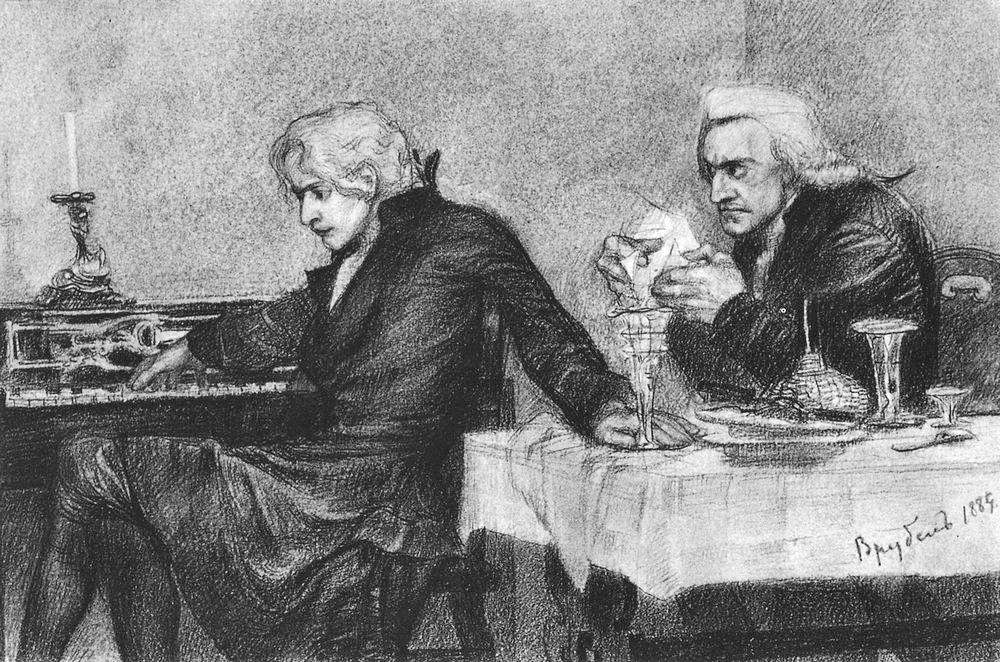
«Моцарт і Сальєрі», сцена отруєння, 1884, Державний Російський музей, Санкт-Петербург

Художник працював лише з чорною аквареллю, відшукуючи у відтінках чорного всі його художні і колористичні можливості. Пристрасний у житті, Врубель переніс пристрасті і драматизм в малюнки. Він не перший, хто створював ілюстрації, наприклад, до лермонтовського «Демона». Робив їх і модний на той час М. Зічі. Однак вперше у видавничій практиці трапився митець масштабного обдарування, здатний відтворити візуальні образи на папері, конгеніальні драматичним творам геніального російського поета.
Не менш тривожні малюнки Михайла Врубеля до роману «Герой нашого часу». Дивує і ранить настрій цих акварелей на тлі пустельних гірських пейзажів з їх провінційними смутком і нудьгою, непривітністю до людей, що опинились тут мимоволі і що так безглуздо розпорядились власним дозвіллям і власним життям.

## Акварелі Врубеля
Вже в перших своїх акварелях Врубель виявив майстерність і неабиякий хист до мистецтва. Теми традиційні для академії з її непохитним культом римлян і Біблії. На біблійний сюжет Врубель створив «Введення діви Марії у храм», на історичну тему «Бенкетуючі римляни».
Писати акварелі Врубель буде й надалі, серед них натюрморти («Квіти в синій вазі», 1887; «Квітка шипшини», 1884; «Троянда», 1904), портрети («Художник Костенко С. П.», 1880; «Портрет Олександри Станкевич», 1906). Коли Врубель почав займатися сценографією, то написав ескіз театральної завіси саме аквареллю («Італія. Неаполітанська ніч», 1891). Завісу зробили, і вона слугувала театру Солодовнікова, поки той не згорів у 1898 році. Але акварелі збереглися.
Аби посилити виразність акварелі, художник змішував різні техніки, додавав розчини гумміарабіку, білила, художнє чорне вугілля. Вже в акварелях виявився потужний колористичний талант Врубеля.
До рятування графічних творів художника Врубеля в роки 2-ї світової війни доклала зусиль відомий музейник з Києва — Поліна Кульженко.

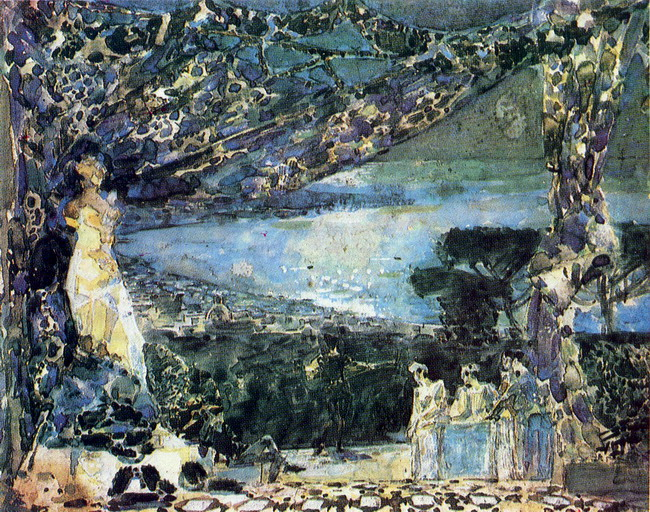
Італія. Неаполітанська ніч , 1891
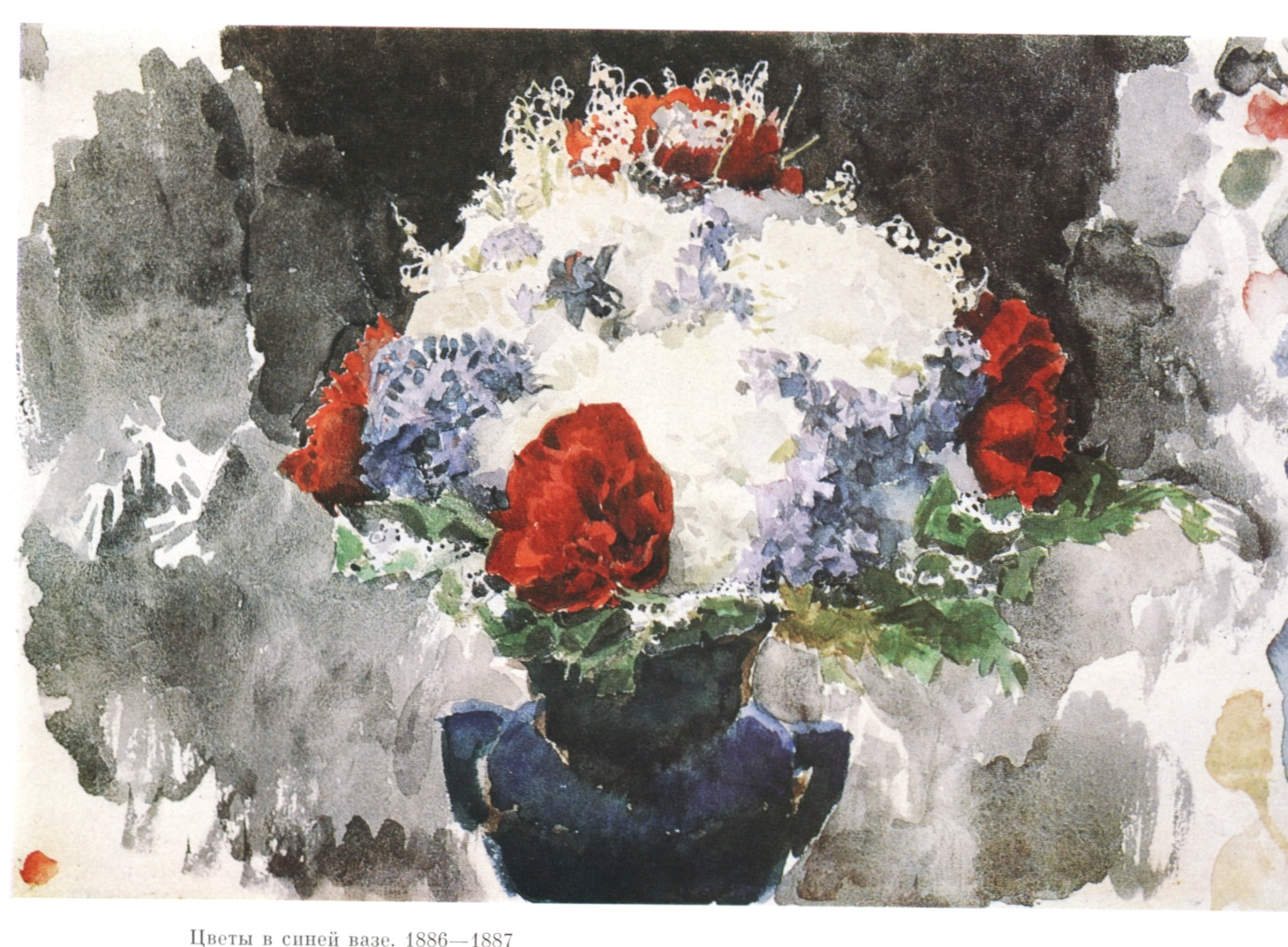
Квіти

## Майоліка 1899—1900

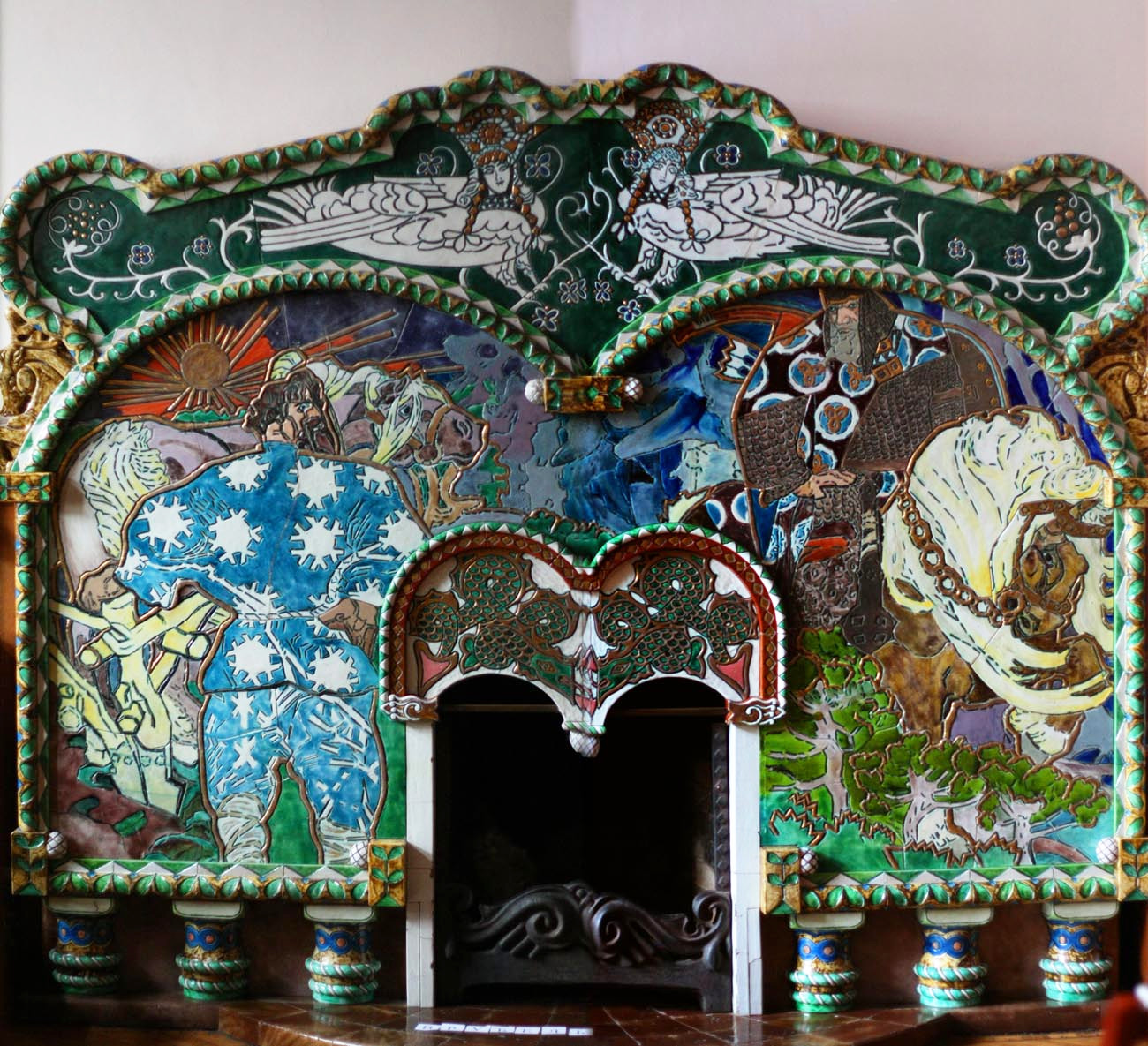
Дизайн М. Врубеля. Камін «Вольга Святославич і Микула Селянинович» (Врубель), будинок Бажанова, Санкт-Петербург.

- Цар Берендей
- Лель
- Мизгир
- Купава
- Весна
- Садко
- Волхова
- Єгиптянка

## Малюнки петербурзького періоду

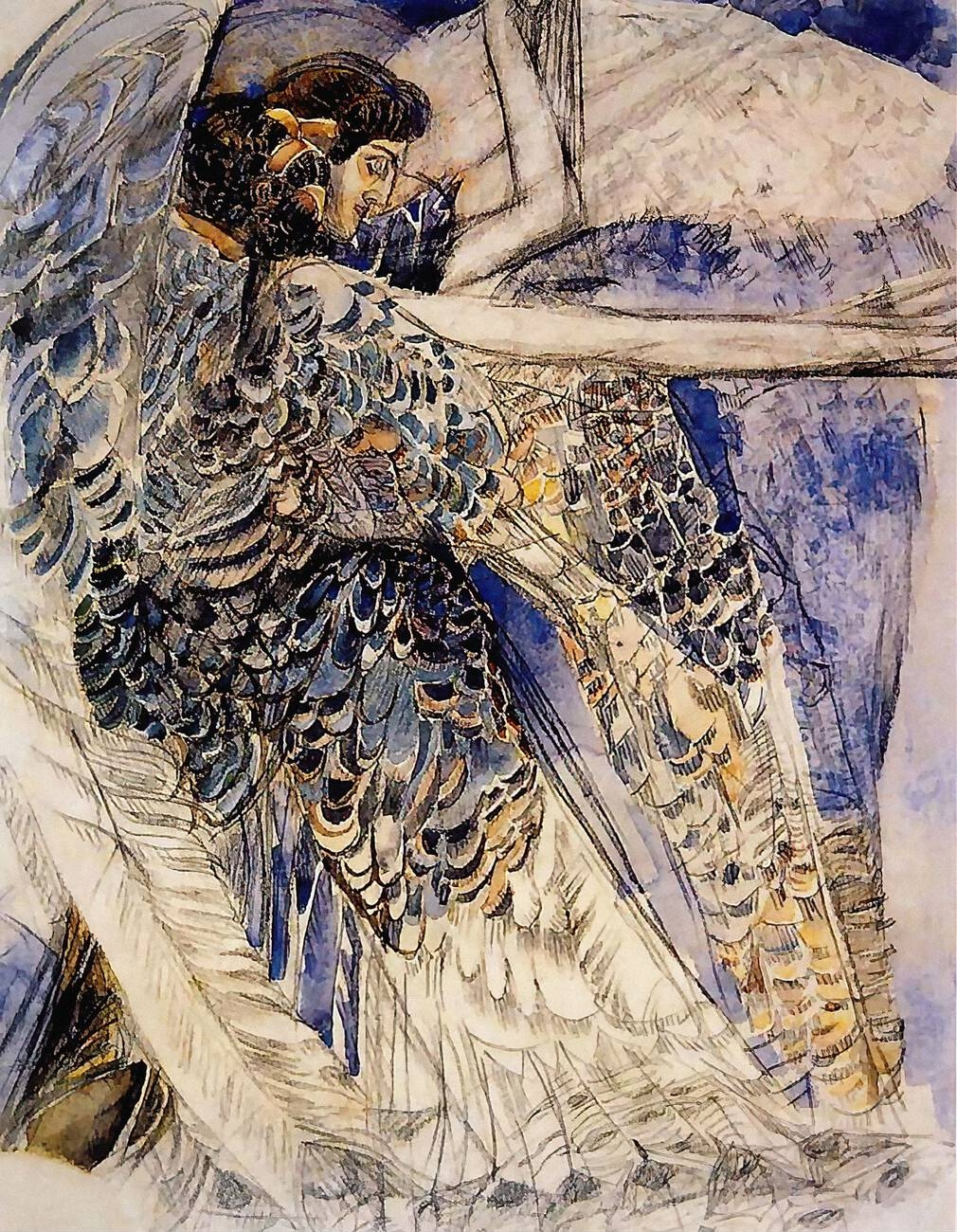
«Серафим», до 1905
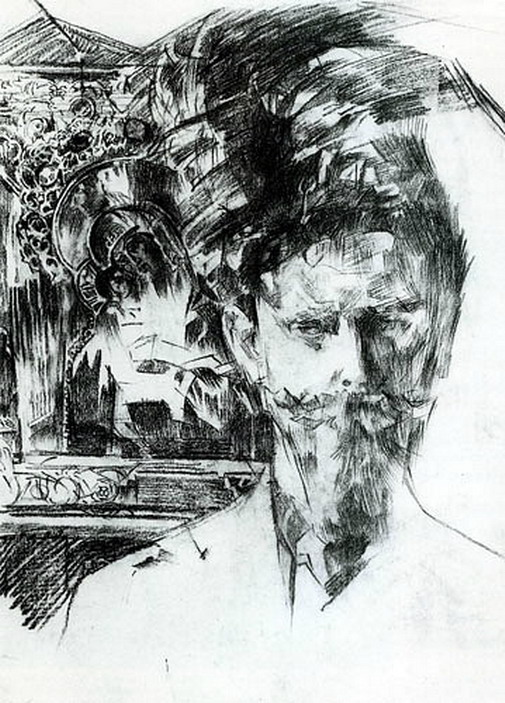
«Портрет лікаря Ф. Усольцева на тлі ікони», 1903-1904
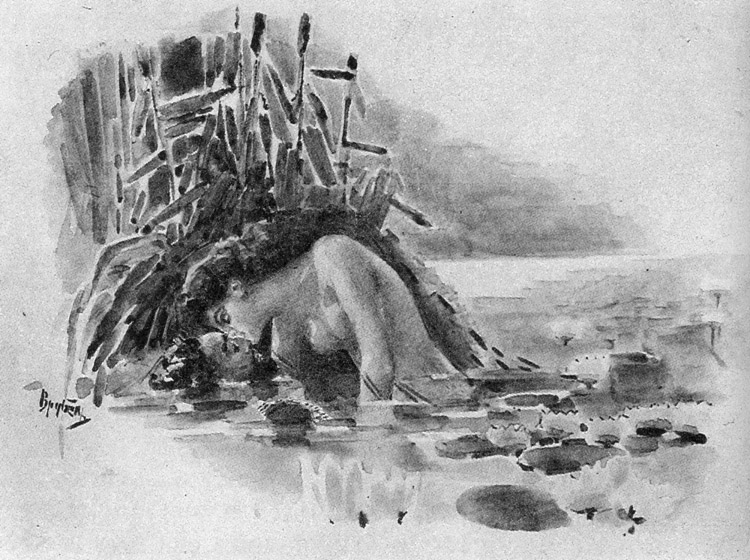
Світлина до вірша «Русалка»
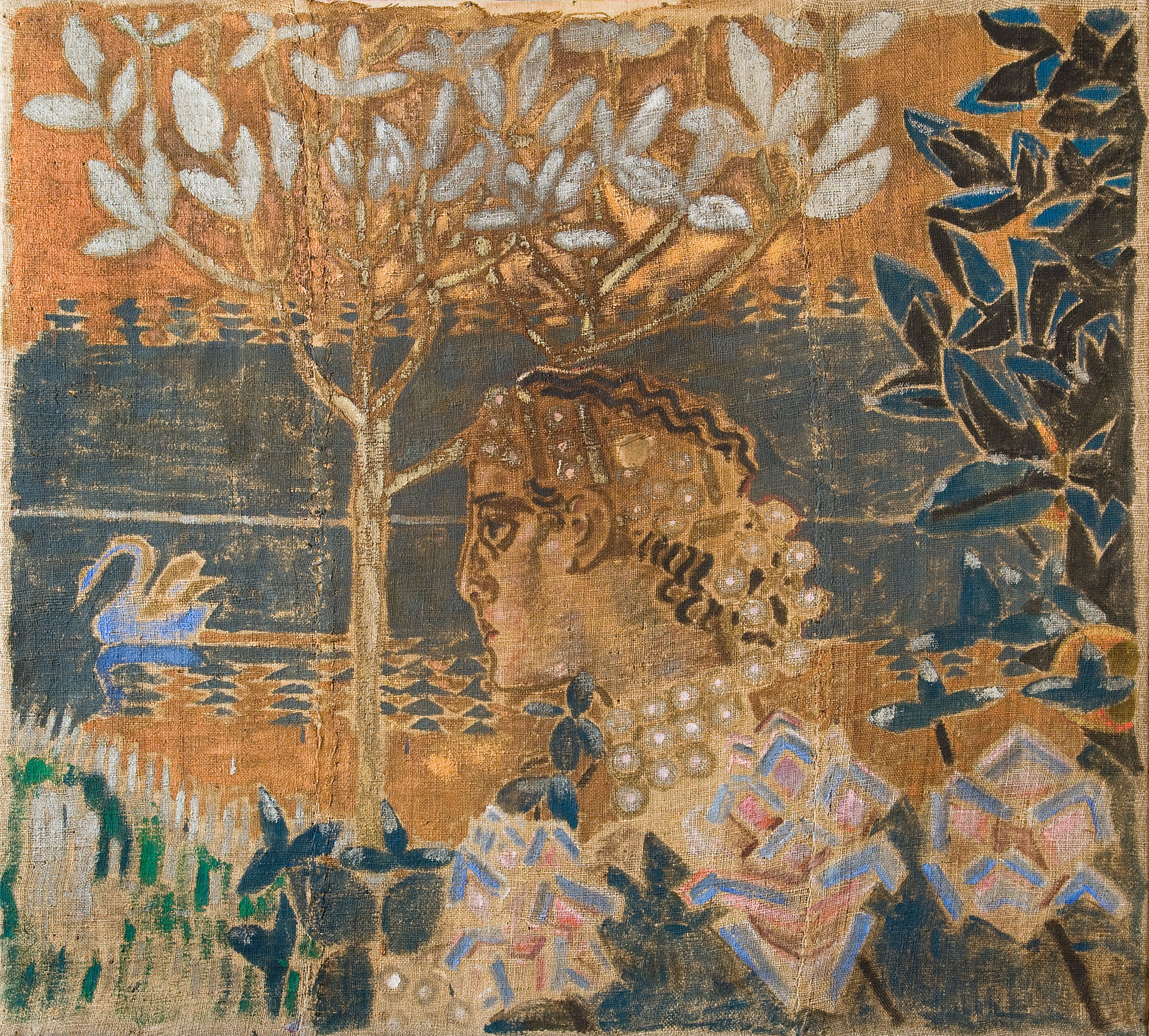
Князь Гвидон і Царівна-Лебідь. Ескіз екрана до каміна.

## Врубель і літературно-драматичні твори

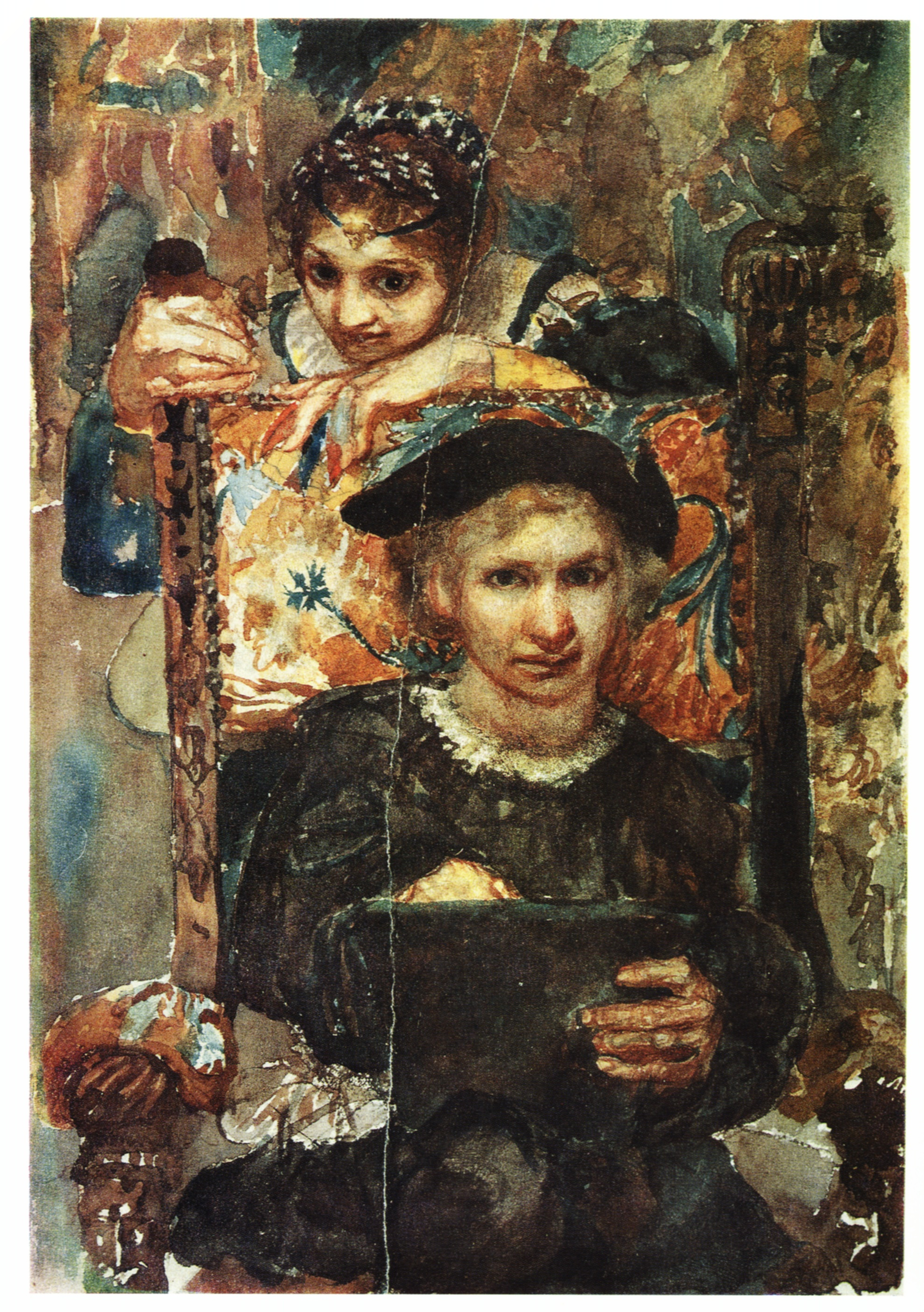
Гамлет і Офелія 1883

Великий вплив на творчість Врубеля мали літературно-драматичні твори. У нього був період захопленням «Гамлетом» Шекспіра. В роки навчання в академії Врубель неодноразово звертався до теми Гамлета і Офелії, змальовуючи себе в образі Гамлета.
Успішними виявилися його графічні інтерпретації до п'єси Пушкіна «Моцарт і Сальєрі» з циклу «Маленькі трагедії». Якщо свого Гамлета він робив кольоровим, то ілюстрації до «Моцарта і Сальєрі» зроблені художнім вугіллям. Оксамитові штрихи передають усю трагедію людської заздрості і людського падіння Сальєрі, що наважився на вбивство людини, колеги, що талановитіший за нього.
Треба зауважити особливу привабливість драматичних тем для митця. Невдоволення навколишньою дійсністю було притаманне і самому Врубелю, тому саме на ці теми в літературі відгукувалася його душа. За однією з версій, поема Лермонтова «Демон» підштовхнула Врубеля до пошуків образу Демона, що стала темою творчості художника майже на все життя.

### Ілюстрації до поеми «Демон»
- Демон, який летить
- Танець Тамари
- Вершник
- Тамара і Демон
- Демон під стінами монастиря
- Тамара
- Ангел з душею Тамари
- Монастир на Казбеці
- Демон, який дивиться в долину

### Декорації до опер
- Микула Селянович
- Садко
- Фауст
- Рогнеда
- Наречена царя
- Кавказький полонений
- Казка про царя Солтана
- Чародійка
- Ізмаїл-Бей
- Моцарта і Сальєрі

## Портрет Мамонтова

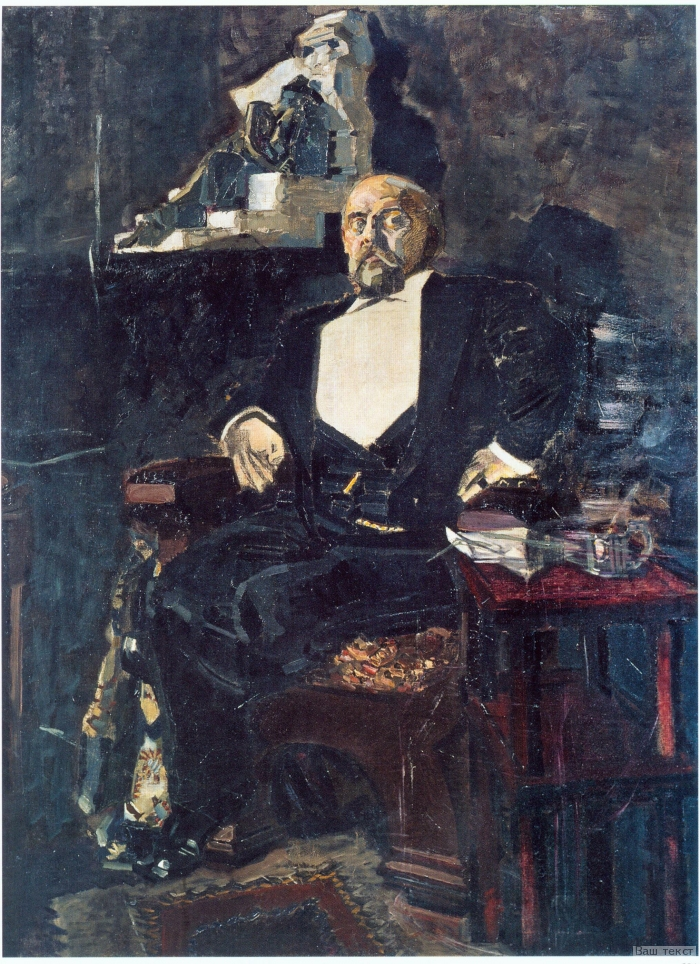
Портрет Сави Мамонтова, 1897, Третьяковська галерея

Врубель почав писати портрети ще в часи навчання в академії. Він створив декілька дуже вдалих автопортретів і портретів (наприклад, портрет К. Арцибушева). Однак портрет Сави Івановича Мамонтова єдиний в своєму роді.
Мамонтова Врубель писав в інтер'єрі, де модель сиділа в кріслі. На картині начебто змальована боротьба між художнім темпераментом Врубеля та потужною життєвою силою Сави. На картині Саву наче спіткала страшна звістка чи несамовите натхнення. Він у корчах намагається зрозуміти щось важливе для себе, а може й для світу. Обличчя Мамонтова сприймається незвичайним обличчям — так міг би виглядати Мефістофель. Спокійного портрету в інтер'єрі не вийшло — зафіксовано неординарну людину неординарним художником.
Сава позував і іншим майстрам. Зберігся портрет Іллі Рєпіна, учня Рєпіна — Сєрова Валентина в Одесі. Загіпнотизований ім'ям віртуозного Андерса Цорна, Мамонтов позуватиме і йому. І вийшли саме спокійні нудні портрети. Врубелів Мамонтов став найправдивішим зображенням талановитої людини з нехудожнього світу.

## Релігійні сюжети в малюнках і акварелях Врубеля

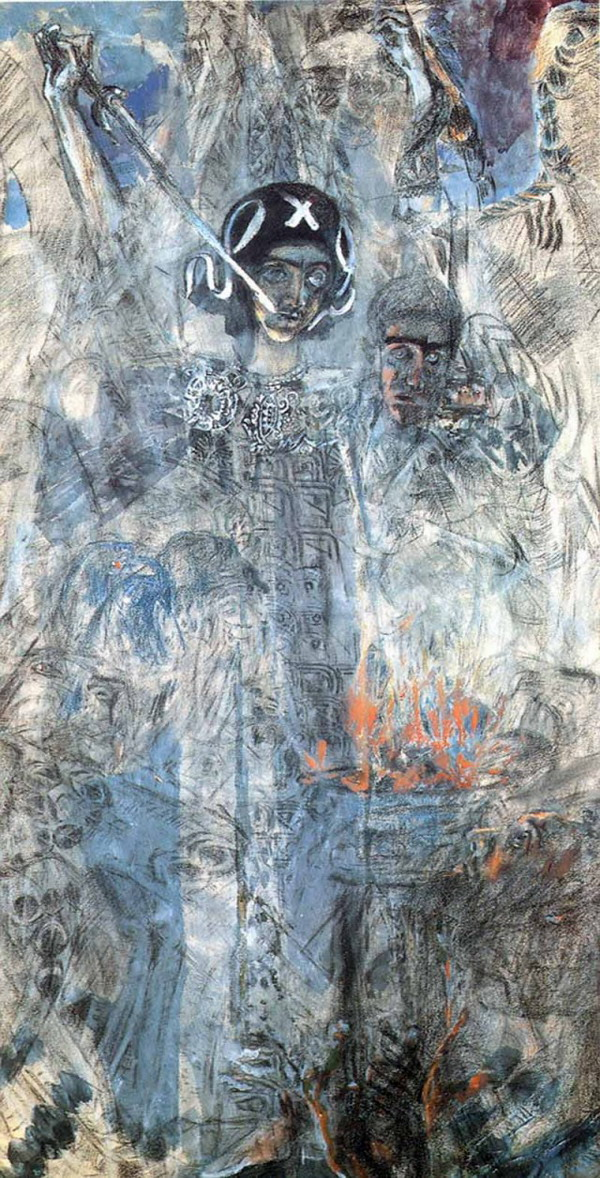
Видіння пророка Єзекіїля, 1906 р.

Серед перших звернень Врубеля до релігійної тематики — малюнок «Заручини Йосипа і Марії», виконаний 1881 року. Композиція малюнка врівноважена, а численні персонажі заручин окреслені лише силуетом, безперервною лінією. Майстерність і учнівство на рівних присутні в творі і ще не обіцяють гостро індивідуального в малюванні митця.
Як відомо, Врубель не пройшов повного курсу навчання в академії, який становив тоді сім років. Нестачу академічної школи він компенсував самоосвітою та подальшим розвитком системи малювання, закладеної викладачем П. П. Чистяковим. Саме на київський період творчості митця припало народження із Врубеля малювальника вищого щаблю, де не залишилось нічого від академізму його перших творів. Незважаючи на години малювання з натури, Михайло Врубель не впав у натуралізм, не став нудним і точним реалістом. Народився митець із гостро індивідуальною художньою манерою як в малюнках, так і в живопису, до того ж зі значним колористичним хистом. Повною мірою колористичний хист художника виявився в роботах до іконостасу Кирилівської церкви (1885 р.). Сміливий колоризм Врубеля був підтриманий зверненням до візантійських витоків в його київських та венеційських варіантах. Так, хітон Богородиці нагадує і візантійські зразки, і є новітньою їх інтерпретацією.
Оригінальність притаманна вже всім ескізам Врубеля до стінописів у Володимирському соборі. Це чотири варіанти «Надгробного плачу», «Янгол з кадилом і свічкою», два варіанти «Воскресіння». Врубель у цих творах відмовився від академізму остаточно, подавши релігійні персонажі і площинно, і стилізовано, звернувшись до візантійських, суто площинних витоків. Ескізи «Надгробного плачу» вийшли найбільш драматичними і насиченими справжнім стражданням, притаманним ще візантійським фрескам 11-12 століть. Впливи новітніх рис символізму і сецесії вбачають в фігурі «Янгола з кадилом і свічкою» з його нетутешньою зовнішністю і тихою ходою. Недарма зауважували, що для подібних стінописів Михайла Врубеля треба було б будувати окремий храм.
Вир життя з його клопотами, хворобами і негараздами відірвав художника від релігійної тематики, хоча вона нагадувала про себе в серії подальших малюнків «Пророк». Якось в бесіді зі знайомим він болісно зауважив, що мало мав замовлень на монументальні твори, а ще менше — на твори зі значущим змістом. Але монументальне мистецтво наприкінці 19 ст. переживало не найкращі часи і його не найкращі часи припали саме на роки життя Врубеля. Врубель прагнув стінописів зі значущими філософськими темами, яких йому тоді ніхто не пропонував.
Новим поверненням до релігійної тематики став твір «Видіння пророка Єзекіїля». Видіння пророка Єзекіїля в оригіналі — і похмурі, і надто моторошні. Одне з них — видіння сухих кісток на величезному цвинтарі, коли за вказівкою Бога мерці постали з могил, кістки одяглися жилами, м'язами, шкірою і почали чекати душ — нового оживлення їх Творцем.
Розбурхана хворобою свідомість Врубеля останніх років життя зосереджена в ескізі лише на постаті Єзекіїля, урочистій, в дорогих візантійських шатах, шитих перлами, але пророк похмурий, пригнічений видінням мерців і цвинтаря, терпляче підпорядкований владі всемогутнього Бога. Про посталих мерців нагадує лише одна вражена жахом постать. Таємнича і значуща зустріч з волею Бога передана художником феєричною, примарною атмосферою хаотичних мазків і плям, схожих з пилом та сміттям, підхопленим і закрученим угору велетенським вихором. Цього виявилося достатньо, аби вже уява обізнаного глядача домалювала все необхідне, аби моторошна картина видіння пророка стала повною.

## Хвороба Врубеля
Врубель і раніше дивував поведінкою, незвичним одягом. Невдоволення навколишнім світом притаманне багатьом художникам — з цього невдоволення роблять теми для творчості. У Врубеля це йшло і від бажання жити повнокровно і сильно зараз і тут, і від хвороби. Ще в Києві він зробив спробу порізати вени, про що писав художник Костянтин Коровін. Часто бували перепади настрою, періоди дратівливості, перезбудження. З 1901 року настало погіршення, а в 1902 році уславлений психіатр Володимир Бехтерєв поставив страшний діагноз прогресивний параліч (як пізній прояв сифілісу) — стан вже невиліковний. Смерть маленького сина в 1903 році стала новим ударом для художника — відтоді Врубель майже весь час проводив у клініках, тільки зиму 1904—1905 року він провів удома. Саме в ці роки майстер багато займався малюнком, часто працював з натури. Саме в малюнку виконано портрет поета Валерія Брюсова (1906 р.) — остання робота Врубеля. Коли художник працював над цим портретом, він остаточно втратив зір.
Врубель помер у 1910 році у Петербурзі. Похований на цвинтарі Новодівочого монастиря, що біля Московського проспекту. Могила художника збережена. На ній встановлений невеличкий надгробок з чорного мармуру.

## Спадщина
Музеї, де зберігаються роботи М. О. Врубеля:
- Третьяковська галерея (Москва)
- Російський музей (Санкт-Петербург)
- Омський обласний музей образотворчих мистецтв імені М. О. Врубеля
- Національний музей «Київська картинна галерея»
- Одеський художній музей
- Національний художній музей Республіки Білорусь (Мінськ)